# Liste von Persönlichkeiten der Stadt Göppingen
Diese Liste enthält
- in Göppingen geborene Persönlichkeiten,
- Personen die in Göppingen ihren Wirkungskreis hatten oder haben, ohne dort geboren zu sein und
- die Ehrenbürger der Stadt Göppingen

Die ersten beiden Abschnitte sind jeweils chronologisch nach dem Geburtsjahr sortiert. Die Liste erhebt keinen Anspruch auf Vollständigkeit.

## In Göppingen geborene Persönlichkeiten

### Bis 1900

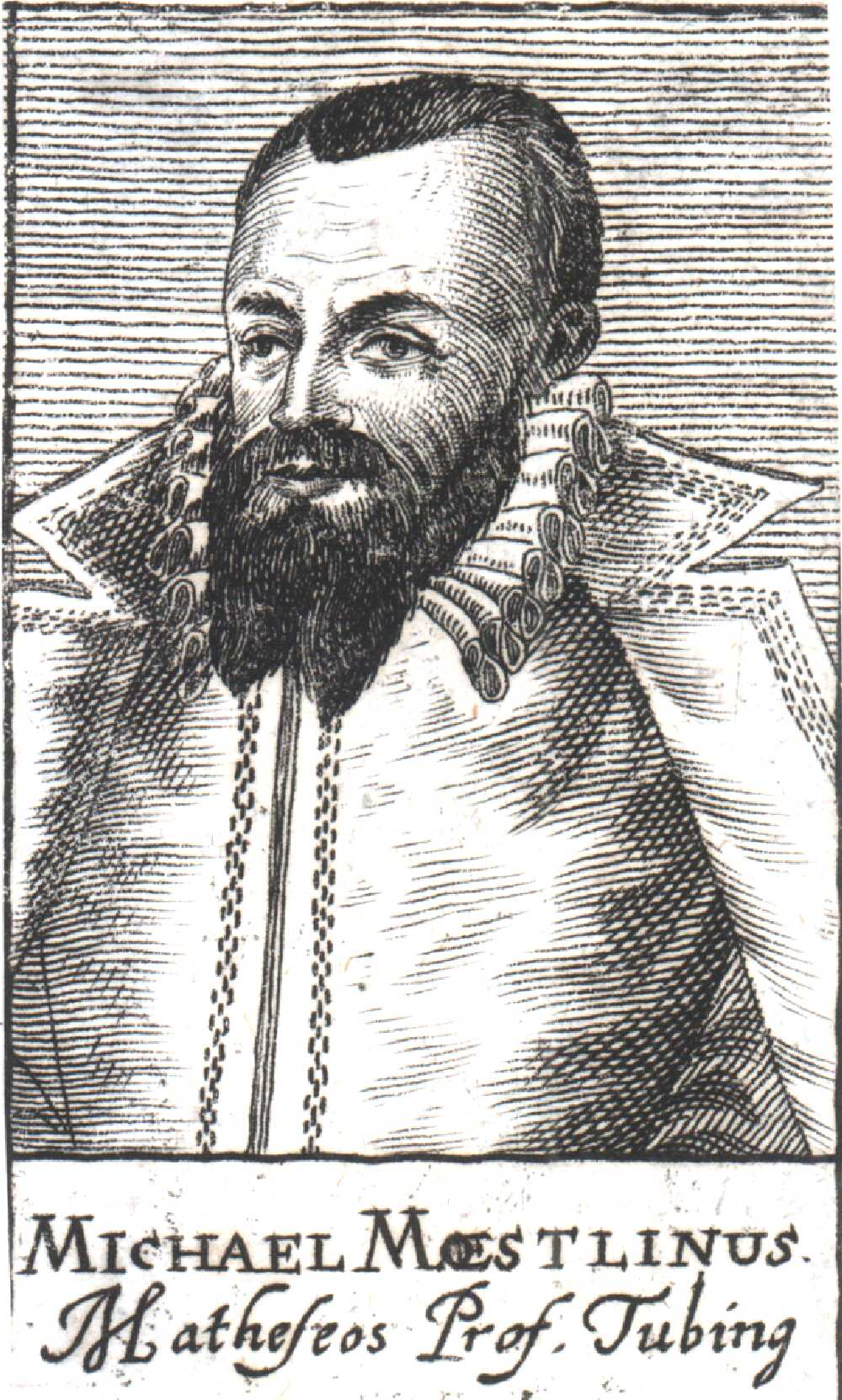
Michael Maestlin
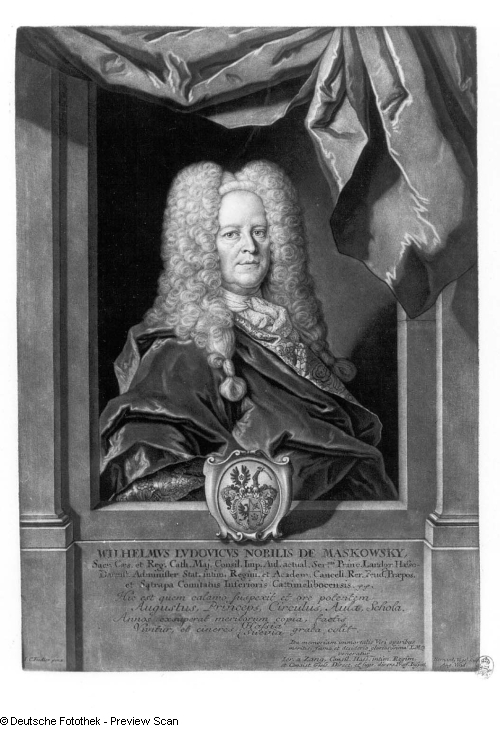
Wilhelm Ludwig von Maskowsky
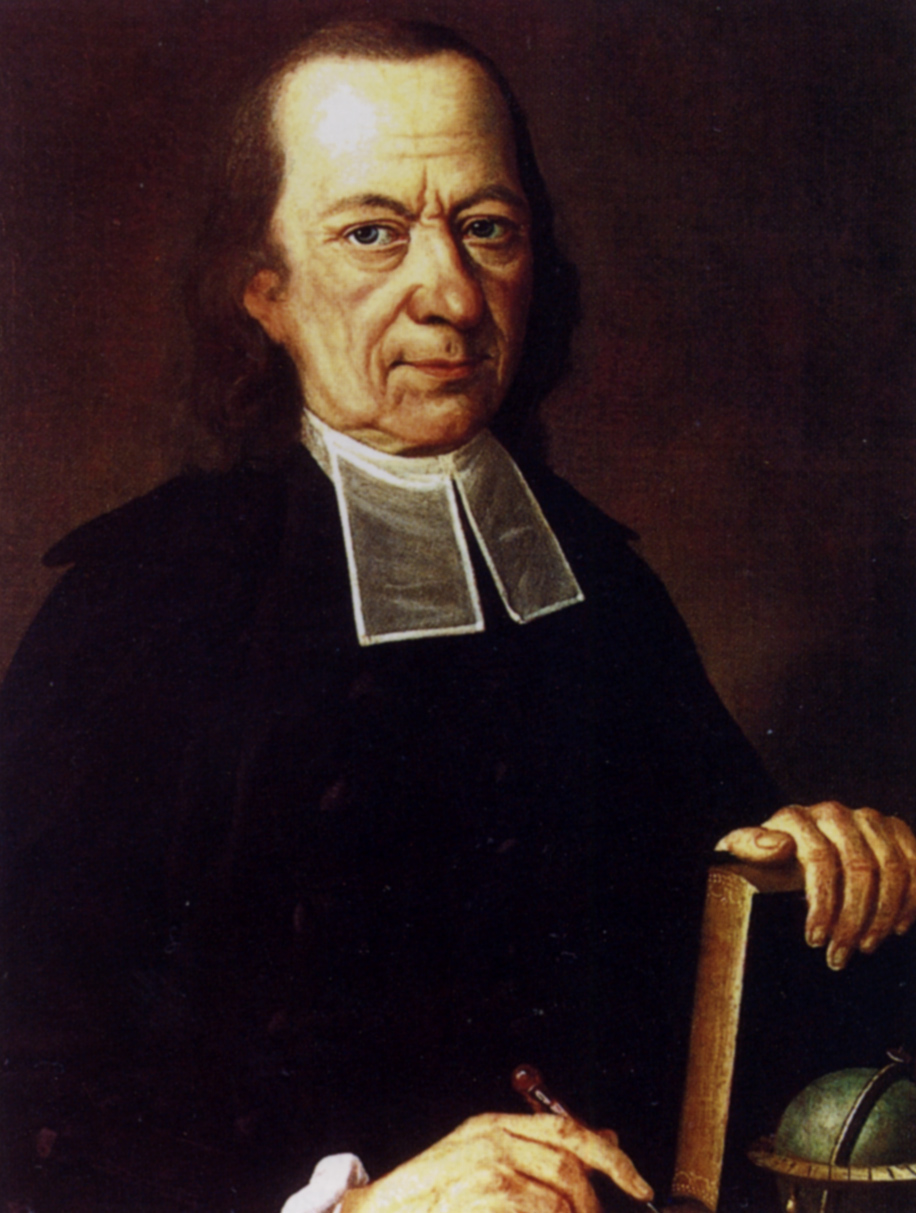
Friedrich Christoph Oetinger
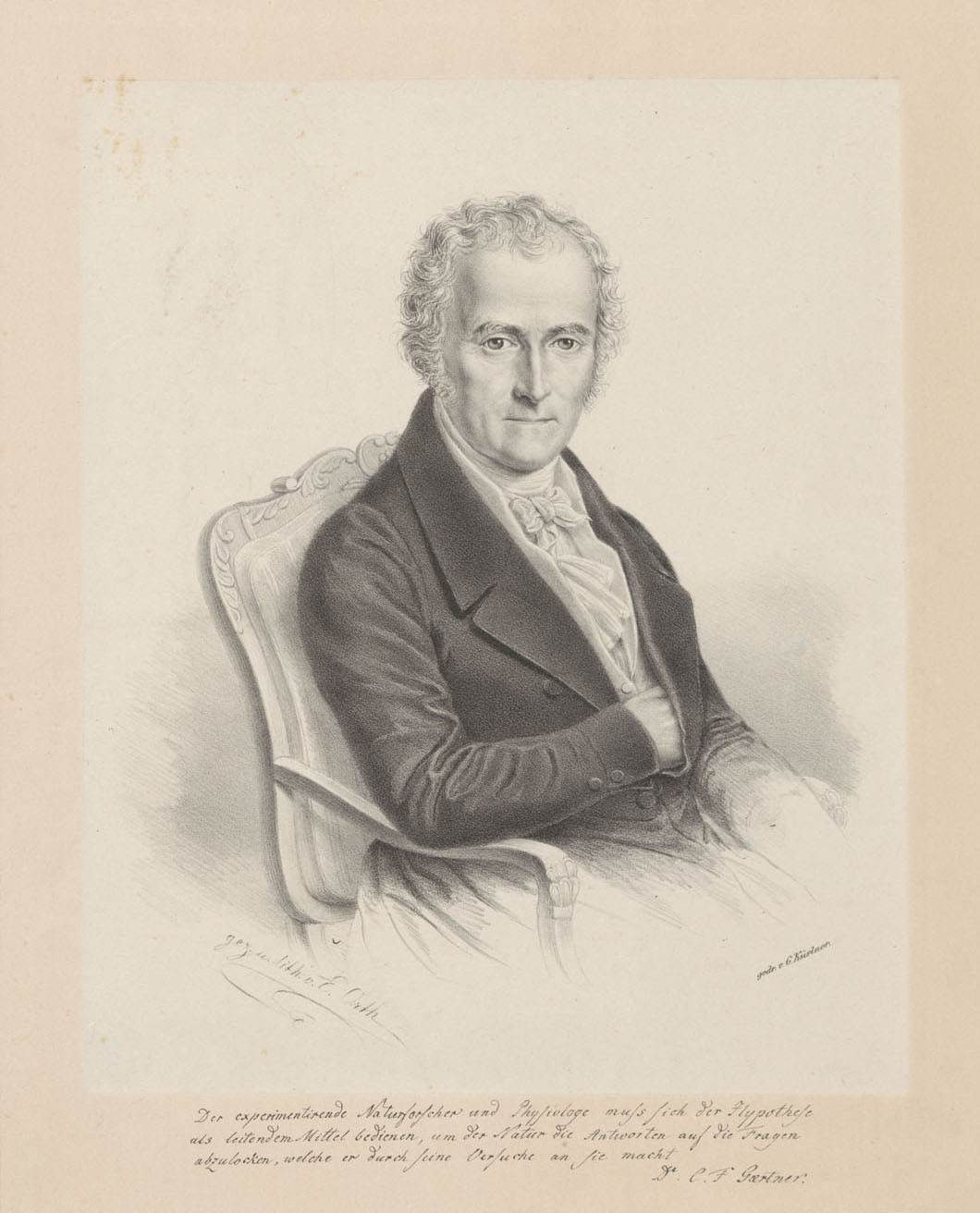
Karl Friedrich von Gärtner
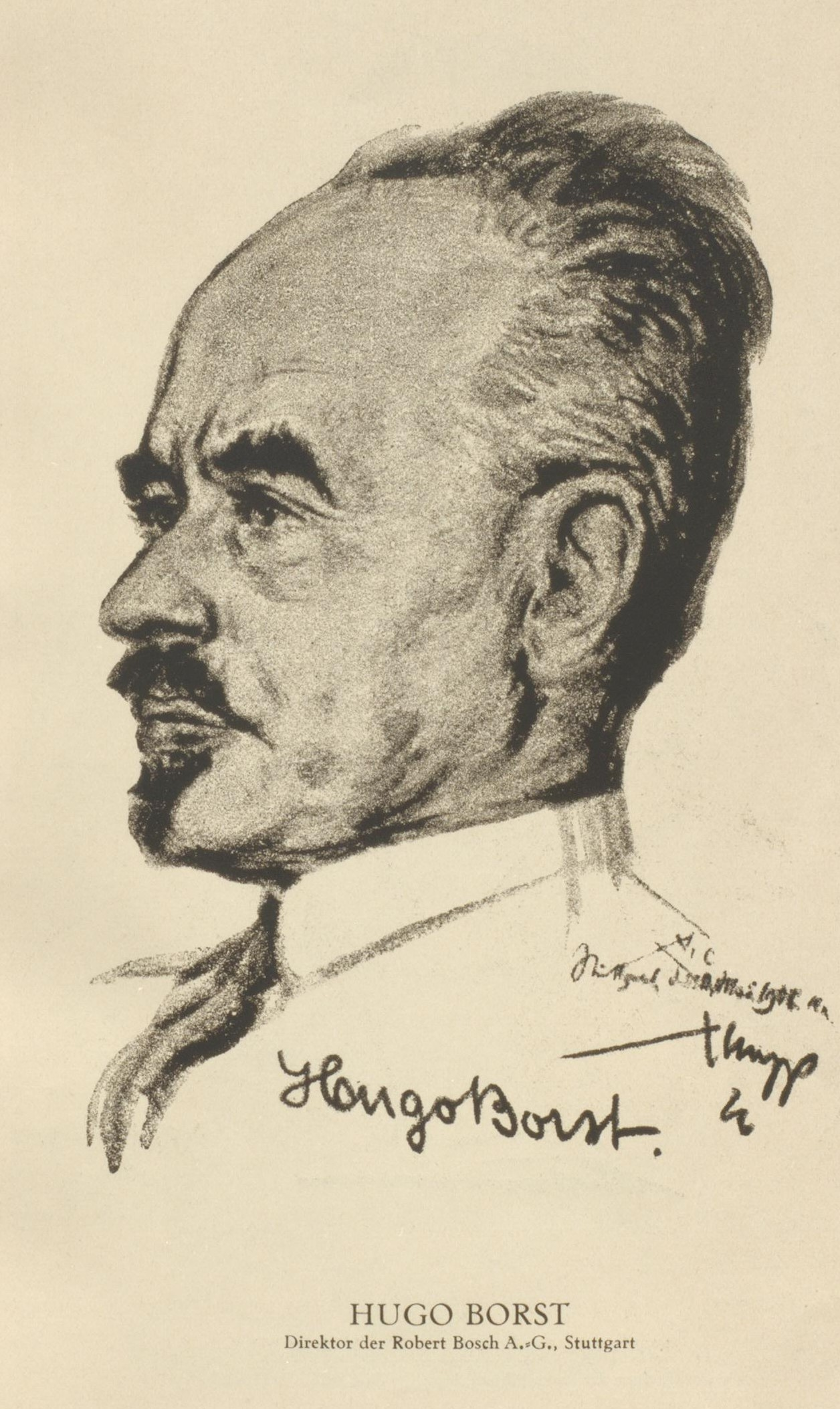
Hugo Borst

- Hans Seyff (= fälschlich auch Hans Suff) (1440–1518), Münchner Wundarzt und Stadtarzt, Lehrbuchverfasser und Operateur Friedrichs III.
- Michael Mästlin (1550–1631), Mathematiker und Astronom
- Johann Christoph I. von Degenfeld (1563–1613), Ortsherr von Ehrstädt und Eulenhof, Herr auf Schloss Neuhaus
- Christoph Luz (auch: Christophorus Lucius, 1596–1639), Präzeptor und Dichter
- Samuel Gerlach (1609–1683), Geistlicher und Theologe
- Wilhelm Ludwig von Maskowsky (1675–1731), Staatsmann
- Friedrich Christoph Oetinger (1702–1782), Theologe, führender Pietist
- Ferdinand Christoph Oetinger (1719–1772), Mediziner, herzoglicher Leibarzt, Hochschullehrer und -prorektor
- Jakob Friedrich Kolb (1748–1813), Textilunternehmer und erster Maire der Stadt Aachen
- August Ludwig Schott (1751–1787), Rechtsgelehrter und Hochschulprofessor
- Johann Friedrich Gaab (1761–1832), Theologe und Hochschullehrer in Tübingen
- Karl Beckh (1770–1860), württembergischer Landtagsabgeordneter
- Johann Karl von Pistorius (1771–1847), württembergischer Oberamtmann
- Karl Friedrich von Gärtner (1772–1850), Botaniker und Arzt
- Sixt Eberhard von Kapff (1774–1851), Jurist, Innenminister des Königreichs Württemberg
- Gottlob Christian Friedrich Fischhaber (1779–1829), Philosoph und Gymnasiallehrer
- Christian Lukas Beck (1789–1827), württembergischer Oberamtmann
- Ernst Jakob von Ege (1791–1854), Direktor des Gerichtshofes in Esslingen, Landtagsabgeordneter
- Gottlieb Ludwig Heinrich von Gess (1792–1842), württembergischer Oberamtmann
- Gottlob Christian Friedrich Fischhaber (1779–1829), Philosoph und Gymnasiallehrer
- Johann Georg Vaihinger (1802–1879), evangelischer Pfarrer
- Ludwig Muff (1806–1882), württembergischer Oberamtmann
- Ludwig Bareiß (1822–1897), württembergischer Landtagsabgeordneter
- Gustav von Supper (1846–1919), württembergischer Oberamtmann
- Werner Richard Landerer (1847–1924), württembergischer Ökonomierat, Landtagsabgeordneter
- Albert Schoenhut (1849–1912), deutsch-amerikanischer Spielzeughersteller
- Eugen Mörike (1854–1936), Hochschullehrer und Landtagsabgeordneter
- Mathilde Brückner (1868–1958), Politikerin, Landtagsabgeordnete
- Eduard Fuchs (1870–1940), Kulturwissenschaftler
- Otto Steinmayer (1876–1960) Landtagsabgeordneter
- Hugo Borst (1881–1967), privater Kunstsammler und Kunstmäzen
- Eugen Krauss (1881–1962), Bildhauer, Maler und Grafiker
- Adolf Schwarz (1883–1932), Politiker
- Adolf Kurz (1888–1959), Ringer
- Carl Hermann Gaiser (1889–1969), Politiker
- Fritz Steisslinger (1891–1957), Künstler des Expressiven Realismus
- Benno Ostertag (1892–1956), Notar, Direktoriumsmitglied des Zentralrats der Juden in Deutschland
- Hildegard Eppler (1898–1998), geboren in Holzheim, Lehrerin und erste Stadträtin in Schwäbisch Hall, Mutter von Erhard Eppler
- Erich Dietz (1899–1980), Landrat des Landkreises Schwäbisch Hall
- Karl Dingler (1900–1950), Anarchosyndikalist
- Paul Sonntag (1900–1988), Landrat des Landkreises Kempten im Allgäu

### 1901 bis 1950

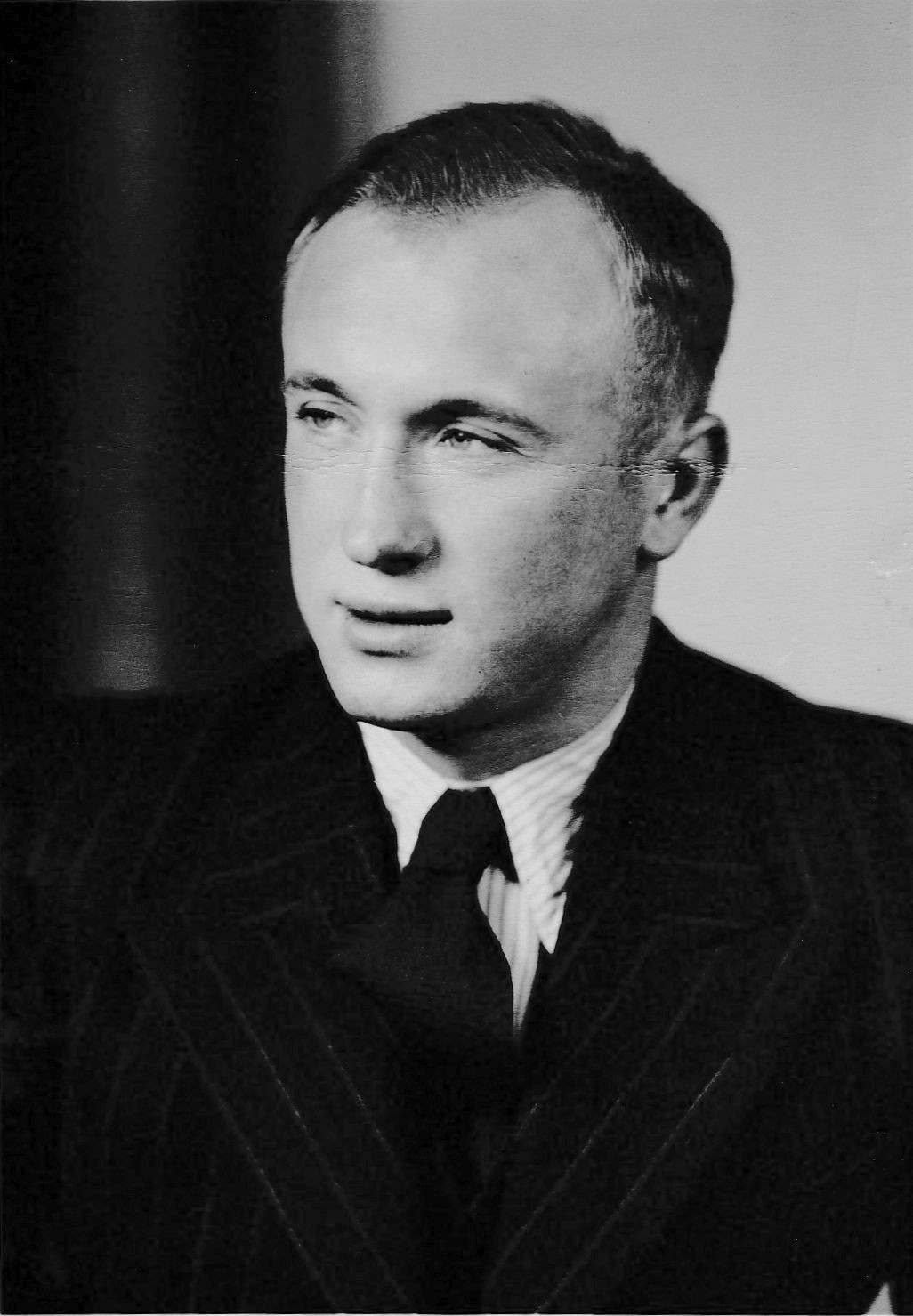
Georg Fink
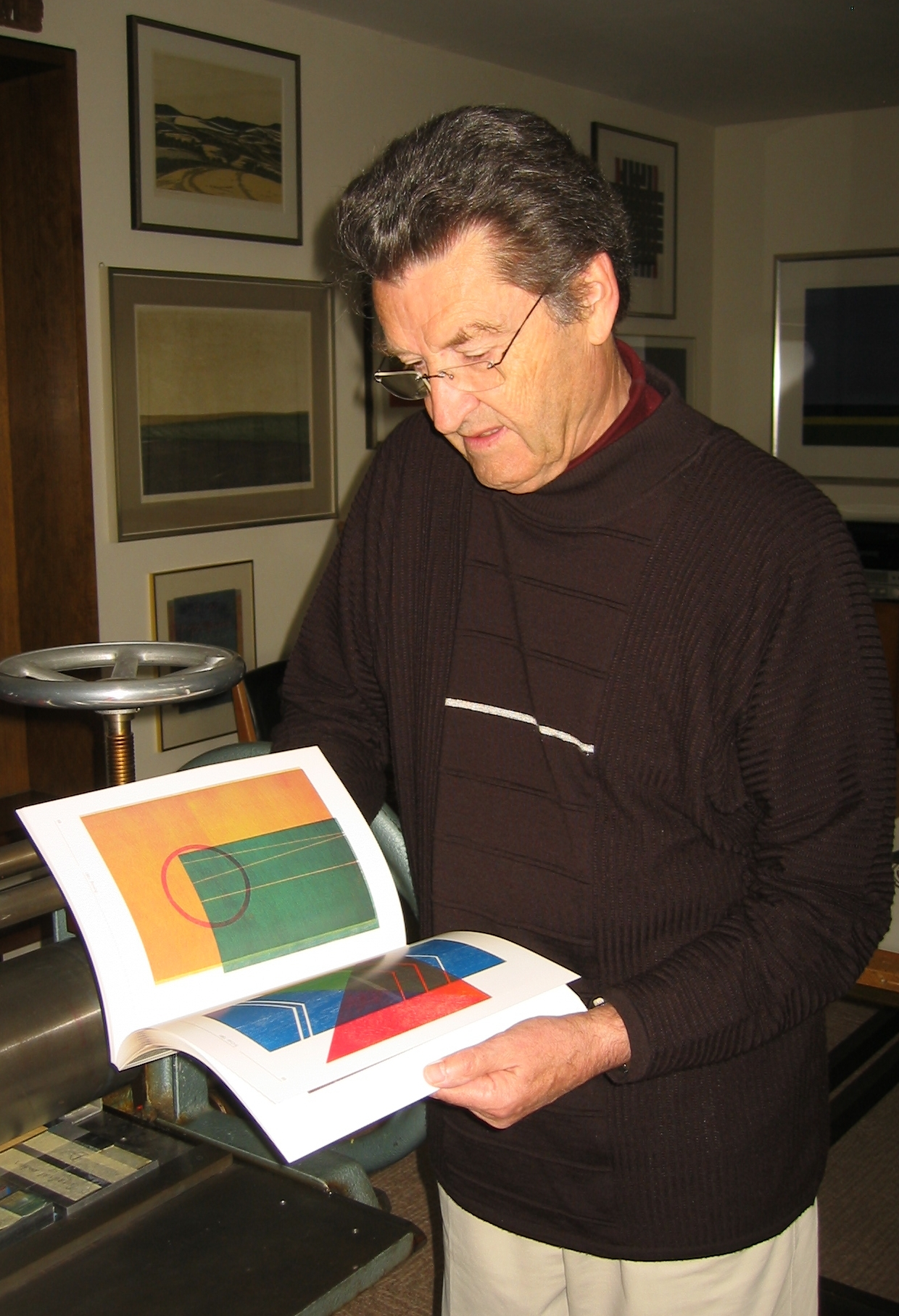
Klaus Herzer
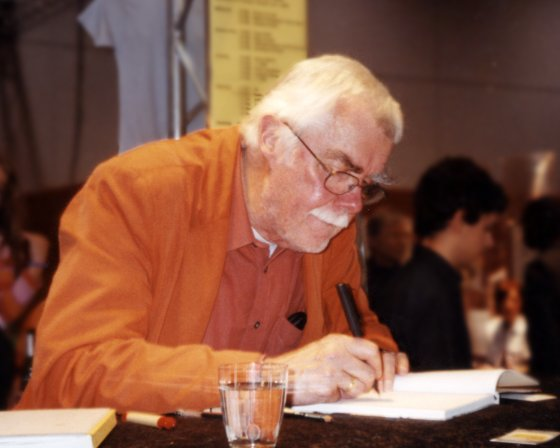
F.W. Bernstein
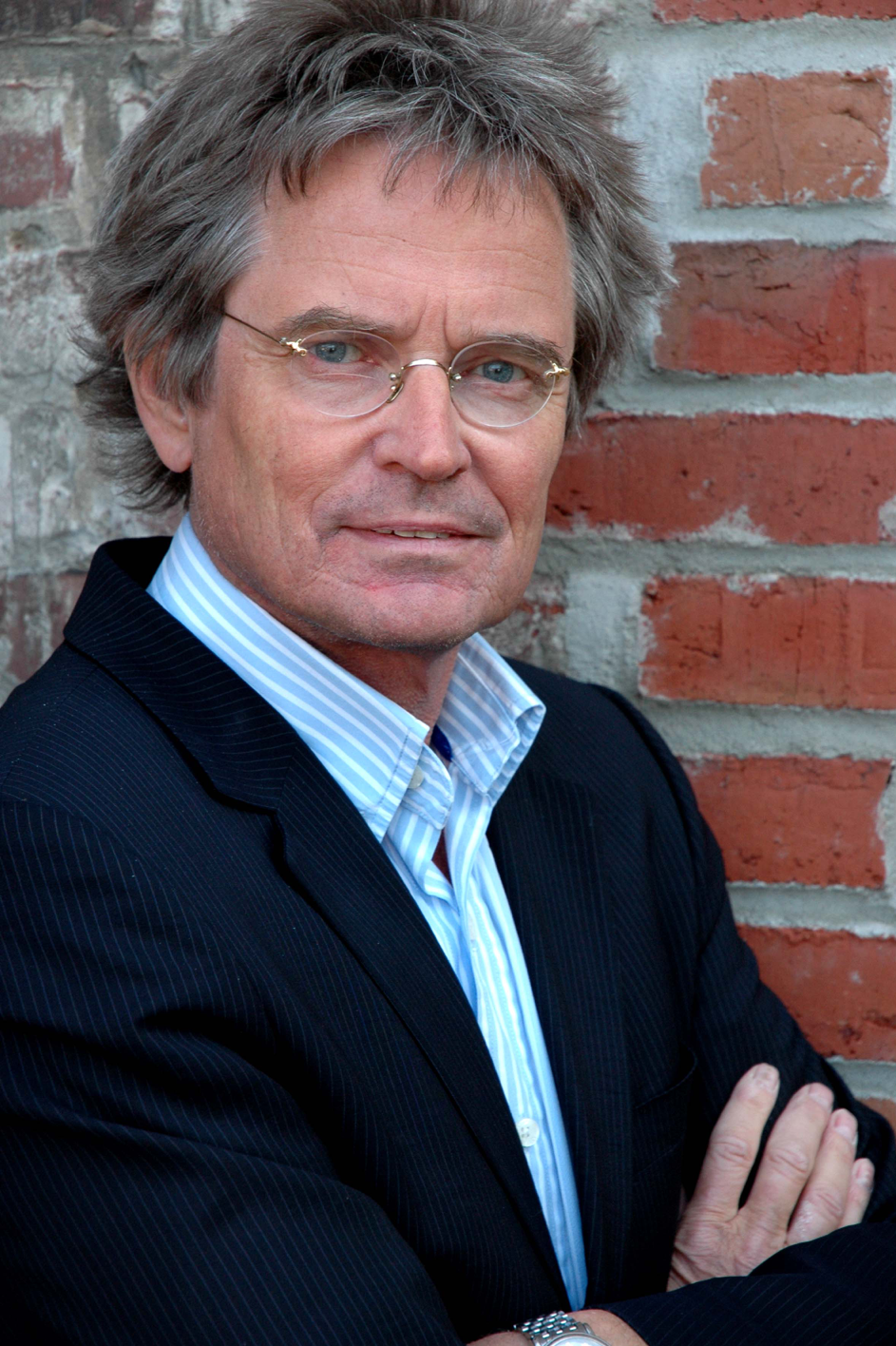
Bertram Müller
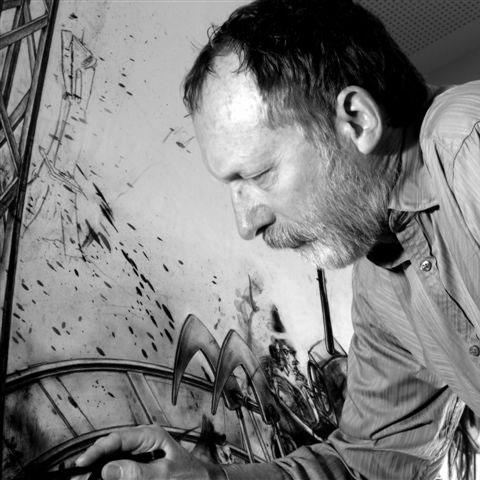
Uwe Ernst

- Karl Aberle (1901–1963), Verleger und Politiker (SPD), Landtagsabgeordneter, Mitherausgeber der Neuen Württembergischen Zeitung.
- Fritz Nuss (1907–1999), Bildhauer
- Edmund Wetzel (1907–?), Richter
- Margarete Dambeck-Keller (1908–1952), Textildesignerin
- Walter Münch (1911–1992), Verwaltungsjurist, Landrat des Landkreises Wangen
- Wolfgang Ramsauer (1913–1999), Landrat
- Georg Fink (1915–1994), Ringer im Leicht- und Weltergewicht
- Walter Fuchs (1915–1979), Kommunalpolitiker, Bürgermeister von Balingen
- Karl Herbolzheimer (1915–2007), Handballspieler, Weltmeister 1938
- Martin Wurm (1918–1998), Politiker (CDU)
- Hans Robert Jauß (1921–1997), Literaturwissenschaftler und Romanist
- Werner Dahlinger (1923–2015), Oberfinanzpräsident
- Florian H. Fleck (1924–1990), schweizerisch-deutscher Nationalökonom und Medienwissenschaftler
- Alexander Peyerimhoff (1926–1996), Mathematiker
- Claus Vorster (1931–2012), Chirurg
- Klaus Herzer (* 1932), Maler und Holzschneider
- Martin Bührle (1934–2017), Sportwissenschaftler, Hochschullehrer
- Peter Häberle (* 1934), Staatsrechtslehrer
- Klaus Heider (1936–2013), Künstler
- Alfred Kirchner (* 1937), Theater- und Opernregisseur
- F. W. Bernstein (1938–2018), Lyriker, Grafiker und Satiriker
- Elisabeth Klemm (* 1938), Kunsthistorikerin
- Frieder Birzele (1940–2023), Politiker und Mitglied des Landtags
- Peter Giebler (* 1940), Kommunalpolitiker
- Hartmut Kaelble (* 1940), Historiker
- Ulrich Müller (1940–2012), germanistischer Mediävist
- Lutz Lachenmayer (1941–2008), Mediziner
- Roland Heinisch (* 1942), Diplom-Ingenieur und Vorstandsmitglied der Deutschen Bahn AG
- Friedrich Geißelmann (1943–2019), Bibliothekar
- Heidemarie Hummel (* 1943), Leichtathletin
- Wolfgang Reinhardt (1943–2011), Leichtathlet
- Hartmuth Hahn (* 1945), Fußballspieler und -trainer
- Josef Wilhelm Hauser (1946–1984), Rechtsanwalt und Politiker
- Bertram Müller (* 1946), Gründungsvorstand und Intendant des Tanzhauses NRW
- Uwe Ernst (* 1947), Maler und Zeichner
- Eberhard Niethammer (* 1948), Kommunalpolitiker und Oberbürgermeister von Rheinfelden
- Willi Hoffmann (* 1948), Fußballspieler
- Heinz Günter Eberhardt (1950–2005), Graphiker
- Günter Jerouschek (* 1950), Jurist und Psychoanalytiker
- Bernd Tauber (* 1950), Schauspieler
- Wolfgang Kaschuba (* 1950), Kultur- und Sozialwissenschaftler, Vorstandsmitglied der Deutschen UNESCO-Kommission

### Ab 1951

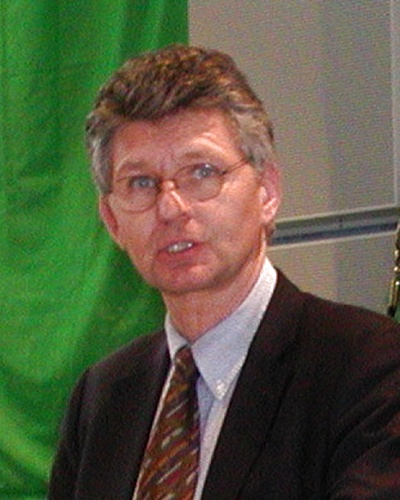
Gerd Schwandner
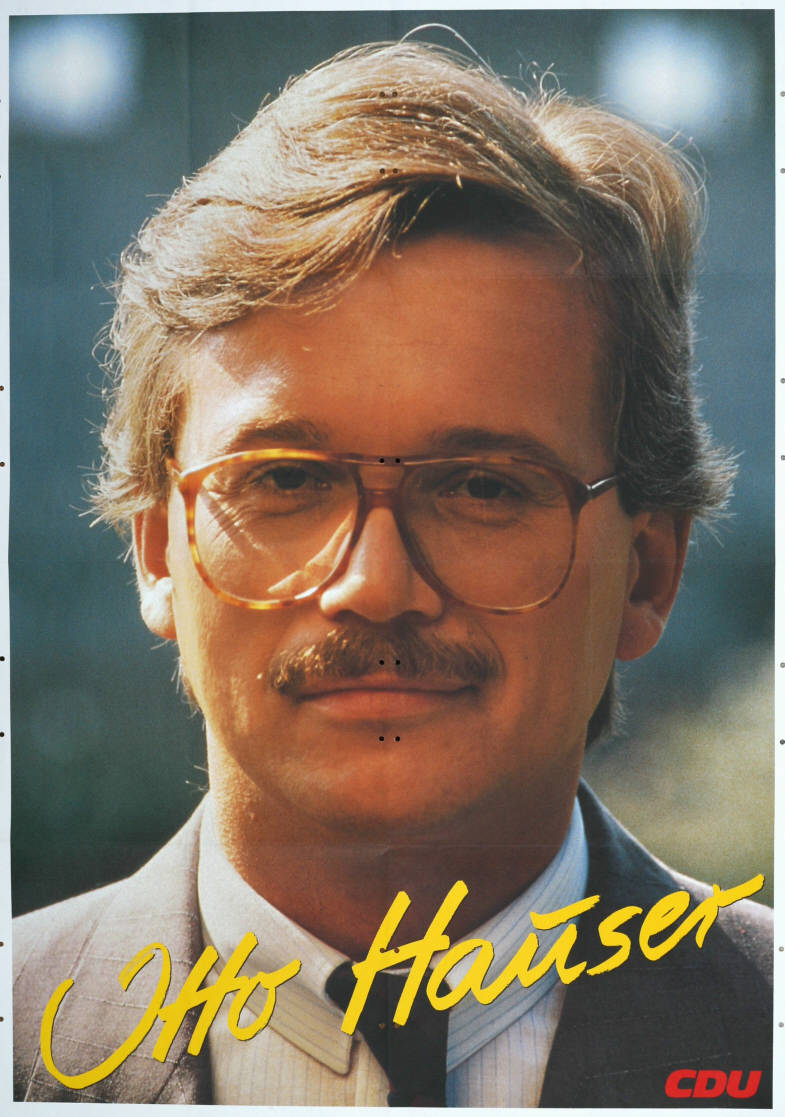
Otto Hauser
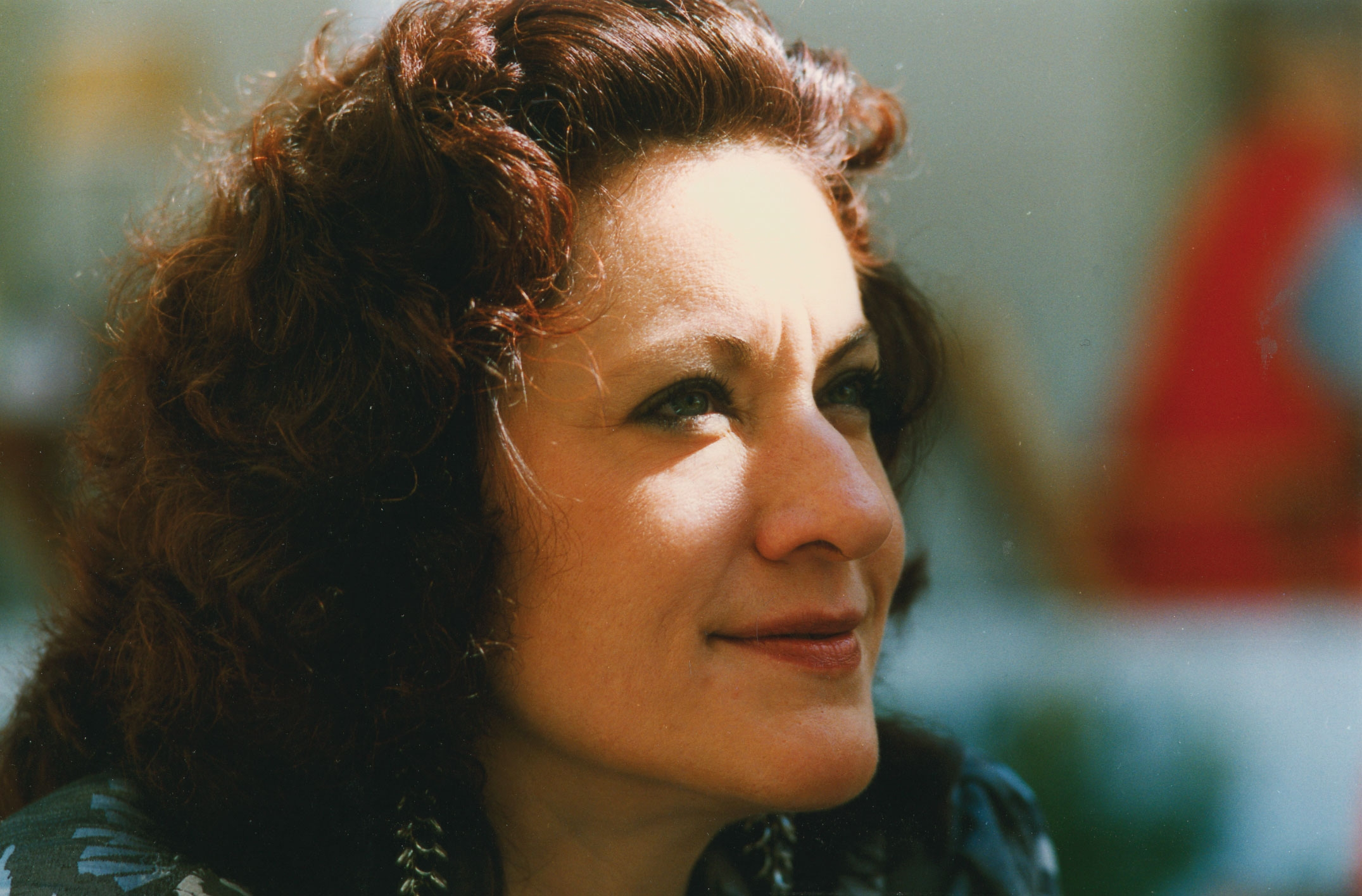
Dagmar Deckstein
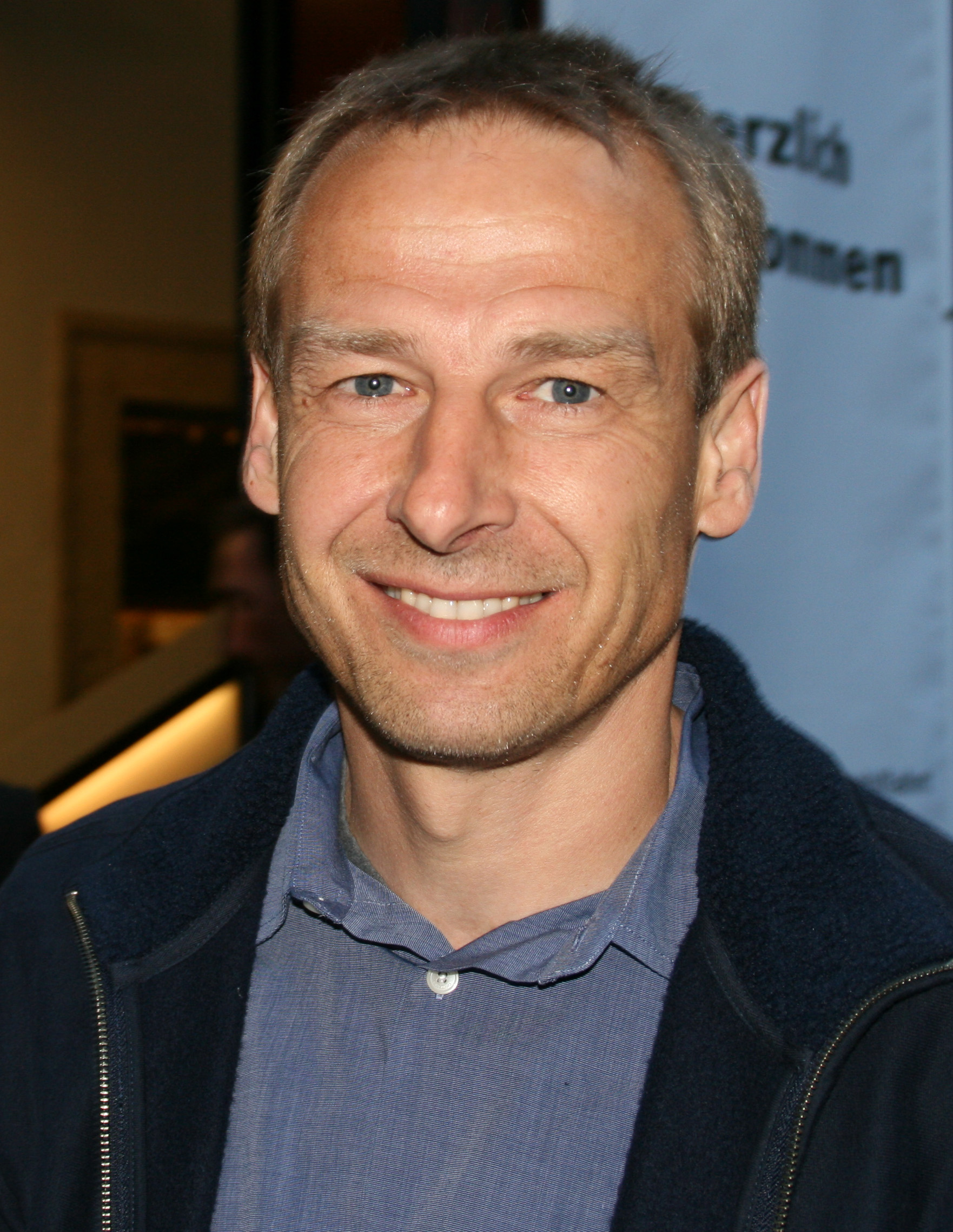
Jürgen Klinsmann
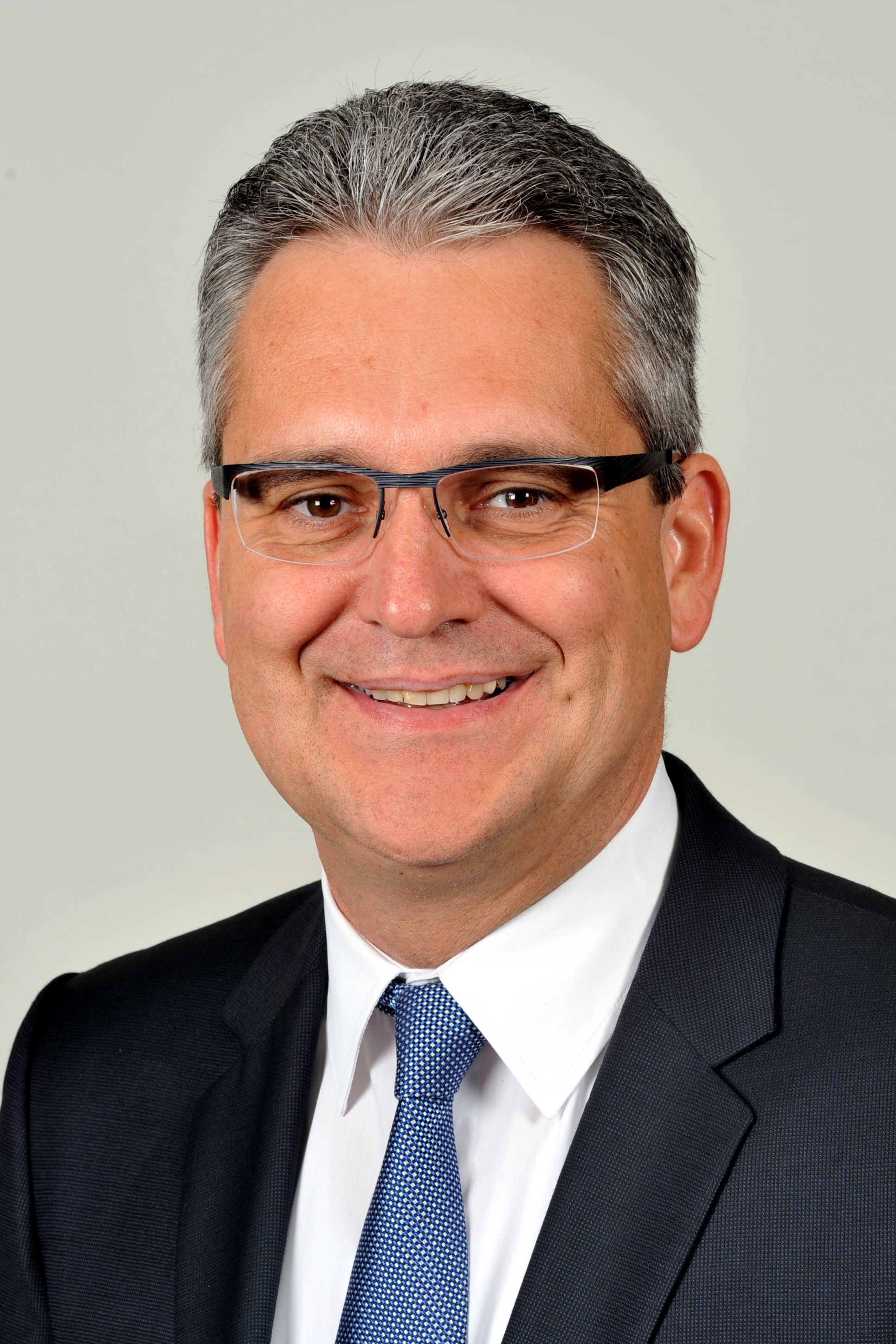
Dietrich Birk
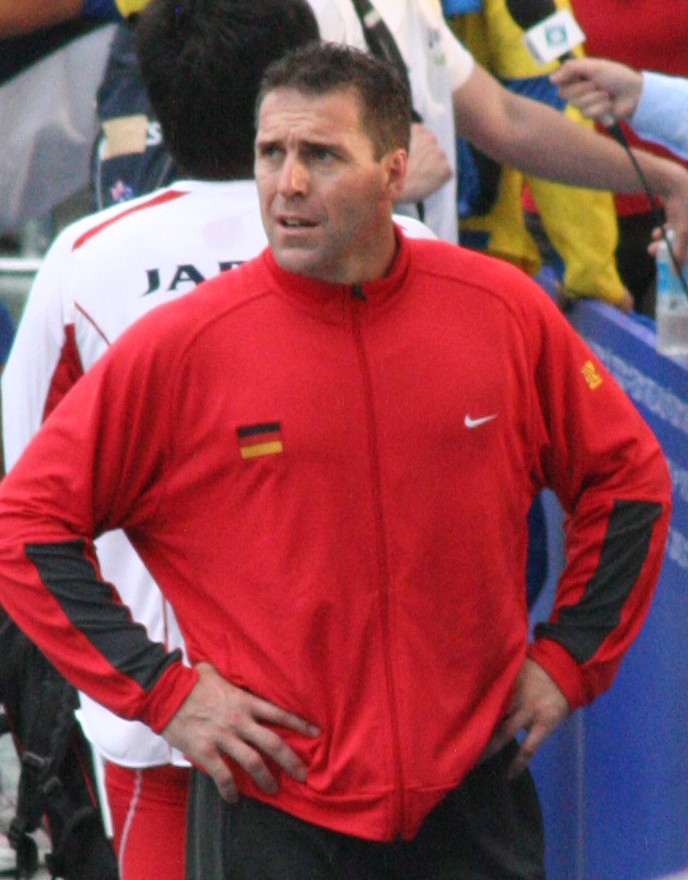
Peter Esenwein

- Moritz Gathmann (* 1980), Journalist

- Gerd Schwandner (* 1951), Politiker, Oberbürgermeister der Stadt Oldenburg
- Wolfgang Klein (1952–2020), Schauspieler und Kommunikationstrainer
- Otto Hauser (* 1952), Politiker (CDU), war Mitglied des Bundestags, parlamentarischer Staatssekretär und Regierungssprecher.
- Hans-Jörg Vetter (* 1952), Manager, Aufsichtsratsvorsitzender der Commerzbank AG
- Klaus F. Zimmermann (* 1952), Professor für Wirtschaftliche Staatswissenschaften, Präsident des Deutschen Instituts für Wirtschaftsforschung
- Dagmar Deckstein (* 1953), Journalistin und Autorin
- Guido Fuchs (* 1953), katholischer Liturgiewissenschaftler und Publizist
- Ulrich Klieber (* 1953), Maler, Zeichner, Keramiker, Kunstpädagoge, Autor, Hochschullehrer und -rektor
- Klaus Pavel (* 1953), Politiker (CDU), 1996–2020 Landrat des Ostalbkreises
- Robert Schleip (* 1954), Humanbiologe und Faszienforscher, Diplom-Psychologe
- Christian Rose (* 1955), evangelischer Theologe, Prälat
- Reiner Doluschitz (* 1956), Professor für Agrarinformatik und Management an der Universität Hohenheim
- Brigitte Russ-Scherer (* 1956), Politikerin (SPD), von 1999 bis 2007 Oberbürgermeisterin von Tübingen
- Thomas Lang (* 1958), Chorleiter an der Wiener Staatsoper
- Werner Eitle (* 1959), Pädagoge
- Elmar Kos (* 1960), römisch-katholischer Theologe
- Helmut Friess (* 1962), Leiter der Klinik für Chirurgie im Klinikum rechts der Isar der Technischen Universität München
- Volker Lipp (* 1962), Jurist, Hochschullehrer
- Rolf Straubinger (* 1962), Koch, mit einem Stern im Guide Michelin ausgezeichnet
- Eberhard Veit (* 1962), Manager und Maschinenbauer
- Stephan Holowaty (* 1963), Politiker (FDP)
- Jürgen Klinsmann (* 1964), Fußballnationalspieler und Bundestrainer (2004–2006)
- Sylk Schneider (* 1966), Autor und Kurator
- Elmar Steinbacher (* 1966), Ministerialdirektor
- Dietrich Birk (* 1967), Politiker (CDU) und politischer Staatssekretär (2006–2011)
- Peter Esenwein (* 1967), Speerwerfer

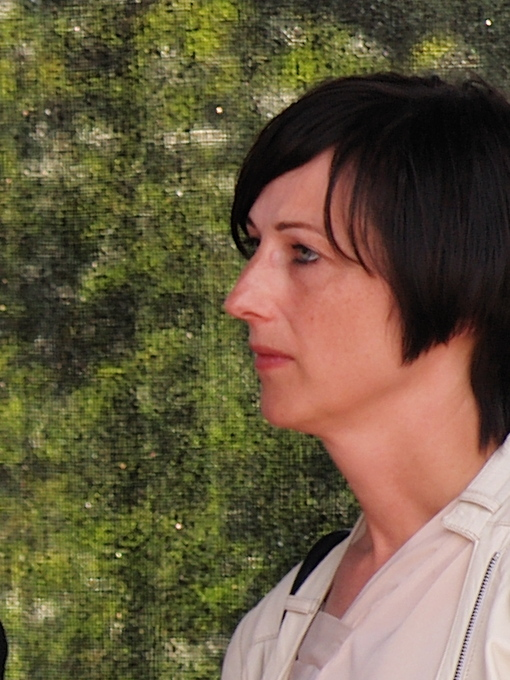
Silke Wagner
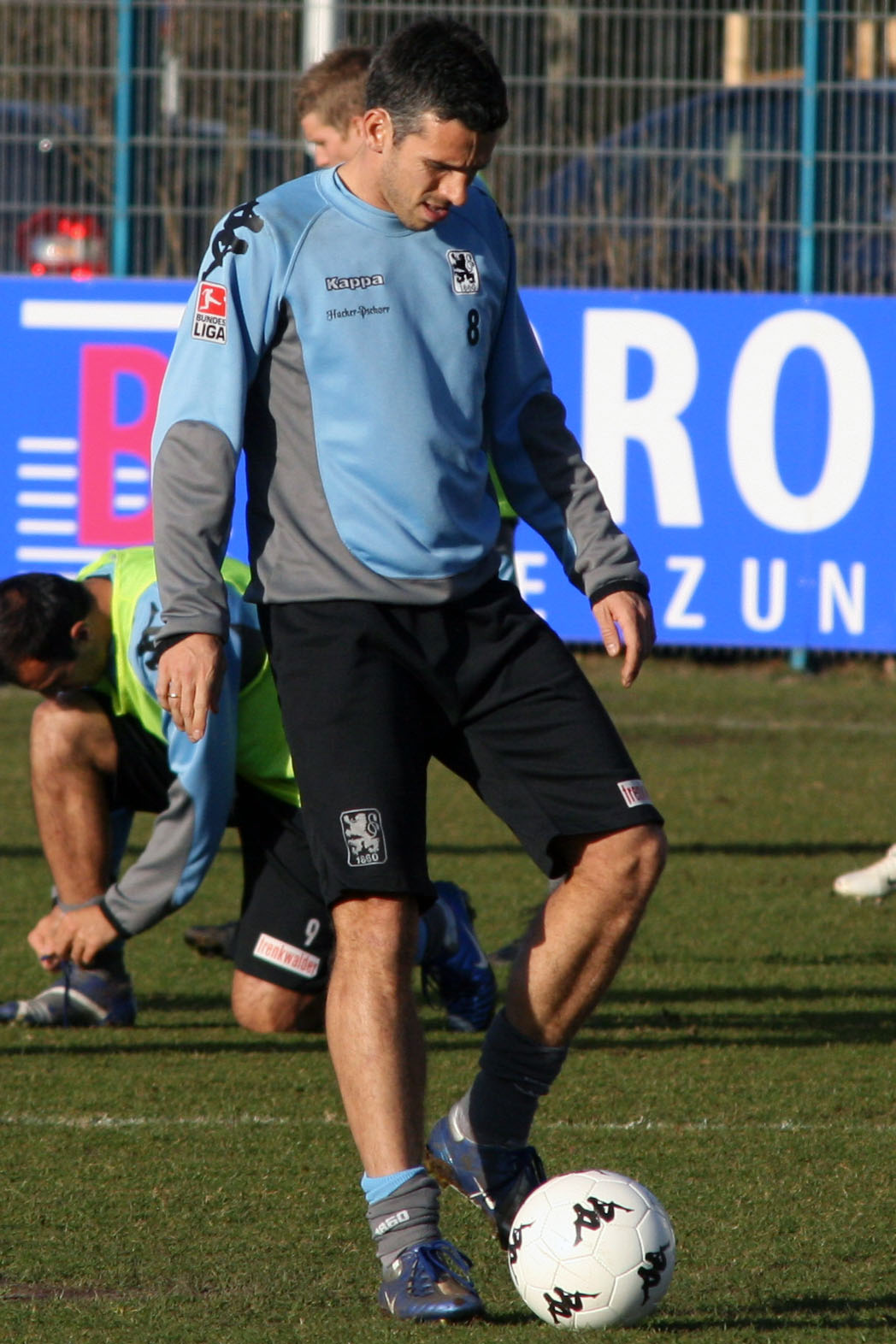
Danny Schwarz
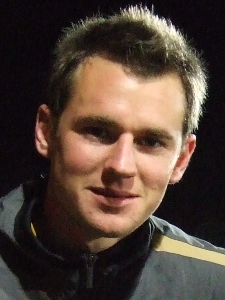
Shane Smeltz
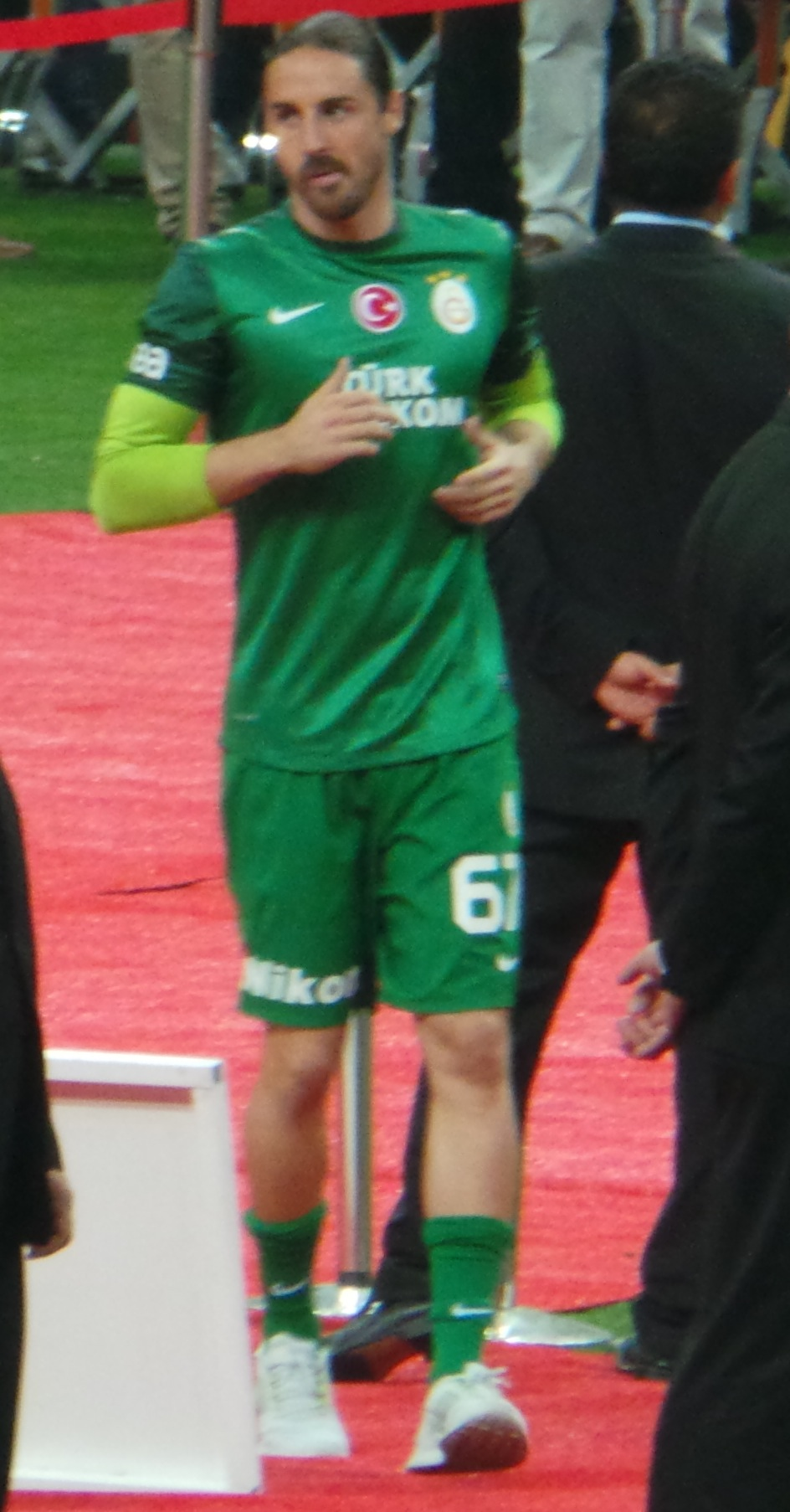
Aykut Erçetin
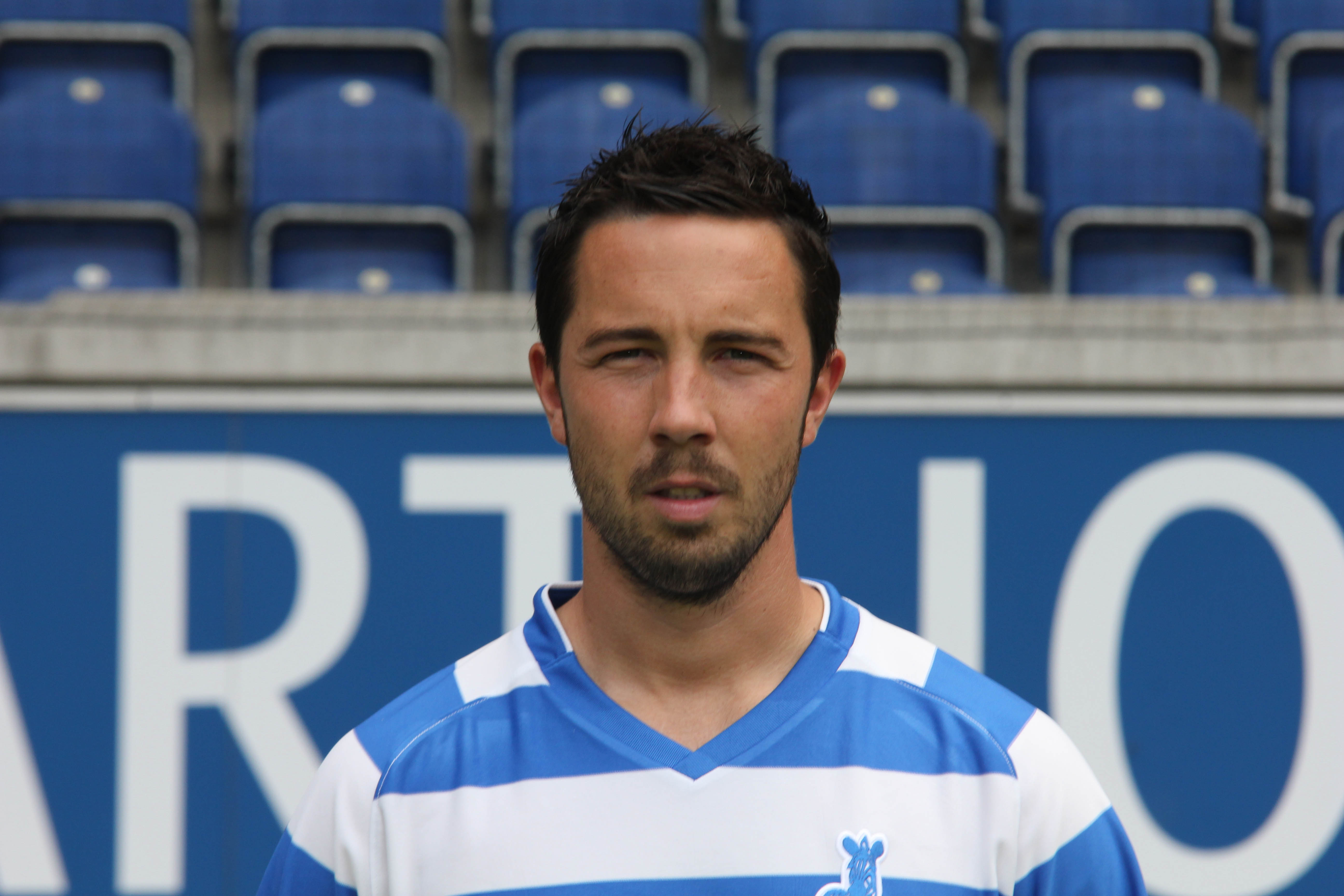
Benjamin Kern
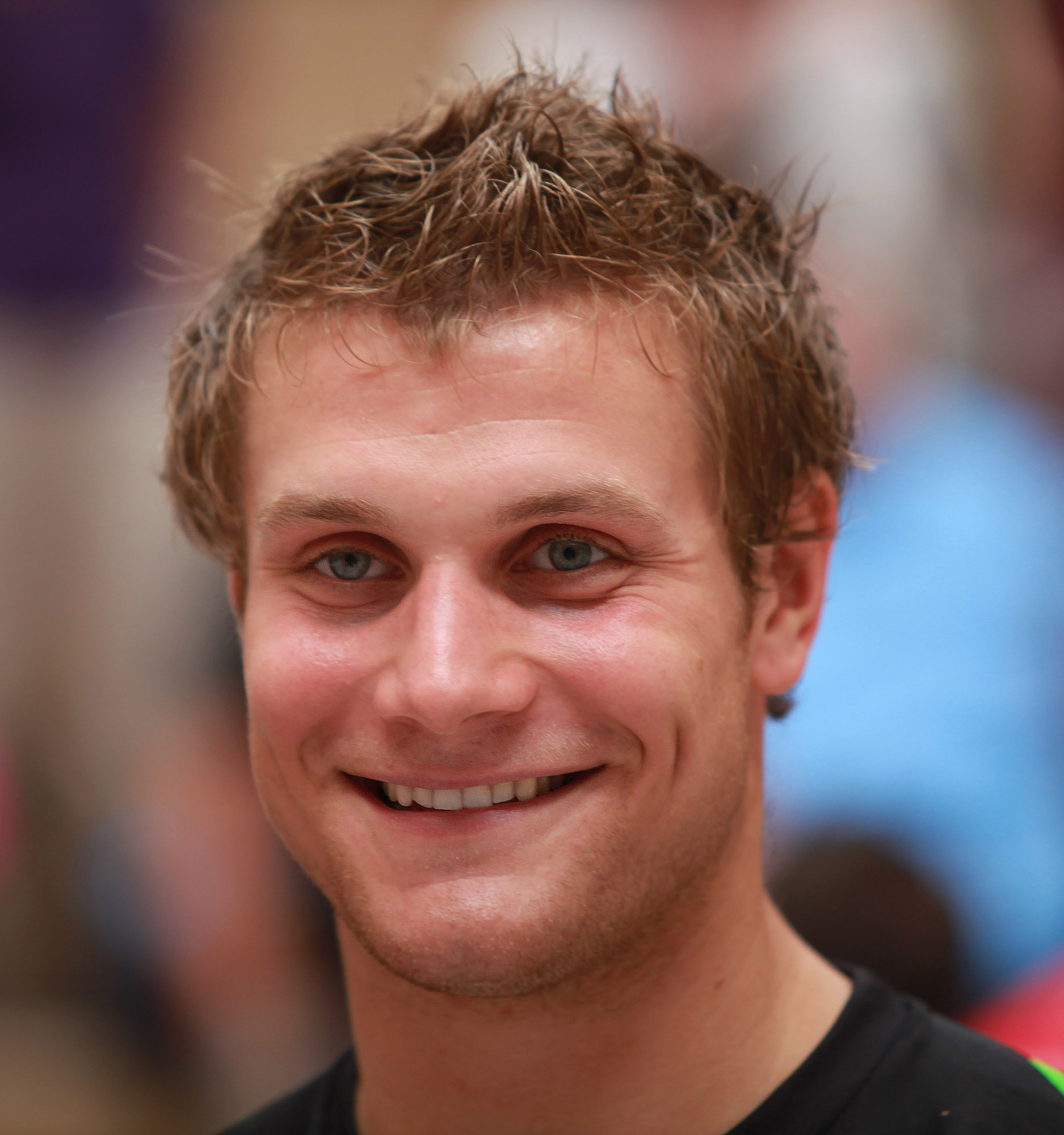
Michael Kraus

- Silke Wagner (* 1968), Künstlerin
- Andreas Maria Schwaiger (* 1969 oder 1972), Schauspieler, Volkswirt und Unternehmer
- Michael Kohnle (* 1970), Zehnkämpfer
- Christoph Traub (* 1970), Kommunalpolitiker, Oberbürgermeister von Filderstadt
- Oliver Auge (* 1971), Historiker, Hochschullehrer
- Claudia Angelmaier (* 1972), Fotografin
- Ayla Cataltepe (* 1972), Politikerin (Bündnis 90/Die Grünen)
- Hans-Jürgen Goßner (* 1972), Politiker (AfD)
- Andreas Ingerl (* 1973), Designer, Professor für Audiovisuelles Multimedia an der Hochschule für Technik und Wirtschaft Berlin
- Alexander Neef (* 1973), Generaldirektor der Pariser Oper
- Oliver Trapp (* 1973), Chemiker
- Markus Gaugisch (* 1974), Handballtrainer und ehemaliger Handballspieler
- Simone Kirschbaum (* 1974), Politikerin (SPD)
- Danny Schwarz (* 1975), Fußballspieler
- Shane Smeltz (* 1981), neuseeländischer Fußballspieler
- Markus Winkler (* 1981), Baseball-Nationalspieler
- Aykut Erçetin (* 1982), Fußballspieler (Galatasaray Istanbul)
- Robert Gruber (* 1982), Baseballspieler
- Benjamin Kern (* 1983), Fußballspieler
- Michael „Mimi“ Kraus (* 1983), Handballnationalspieler
- Sarah Schweizer (* 1983), Politikerin (CDU)

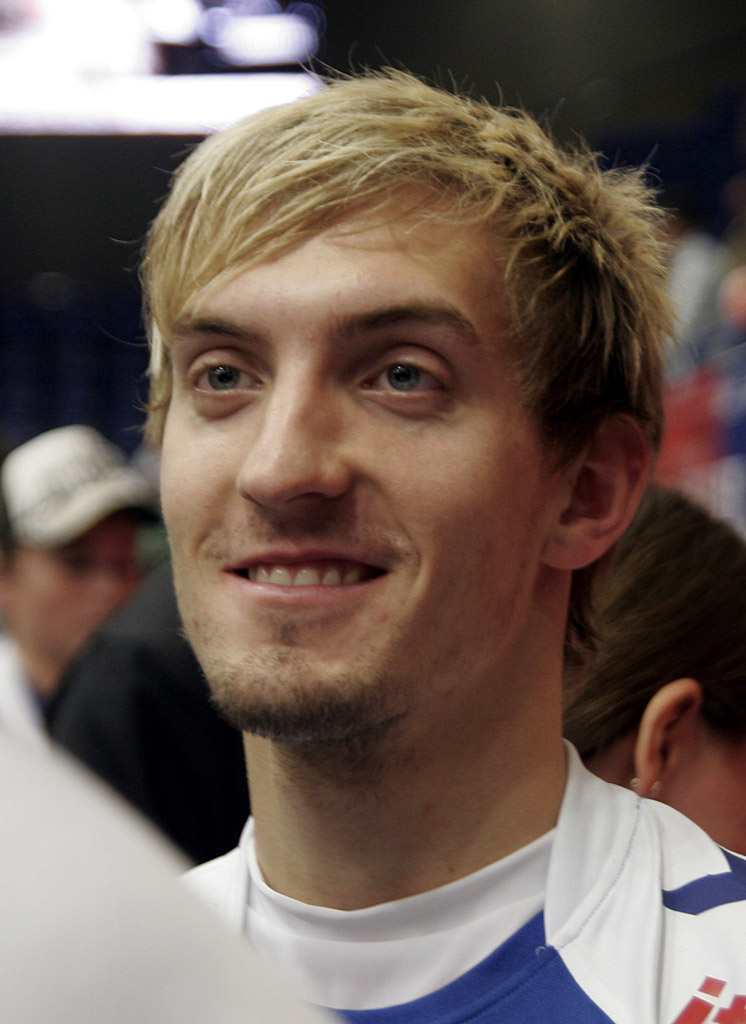
Marc Hafner
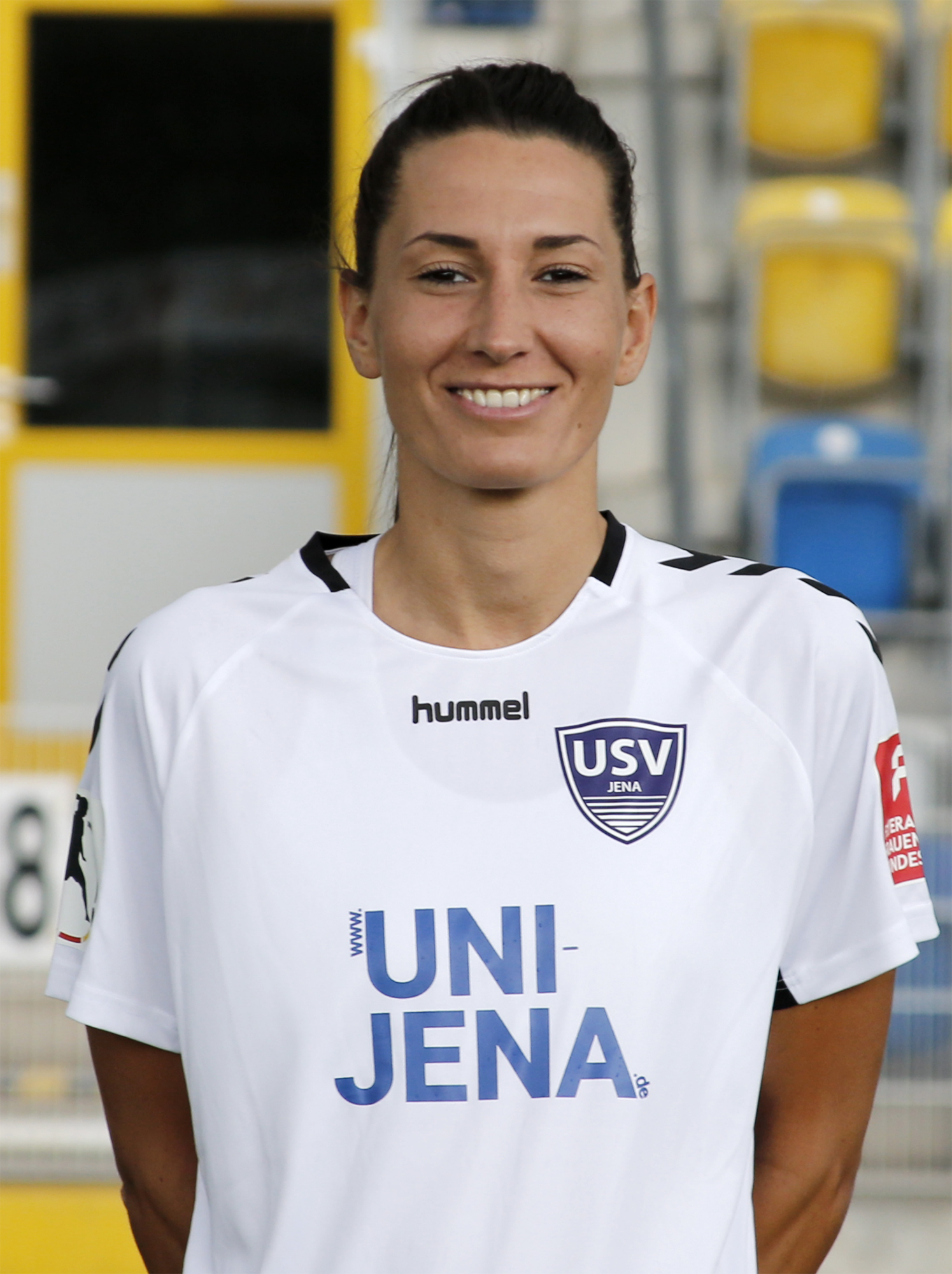
Merza Julevic
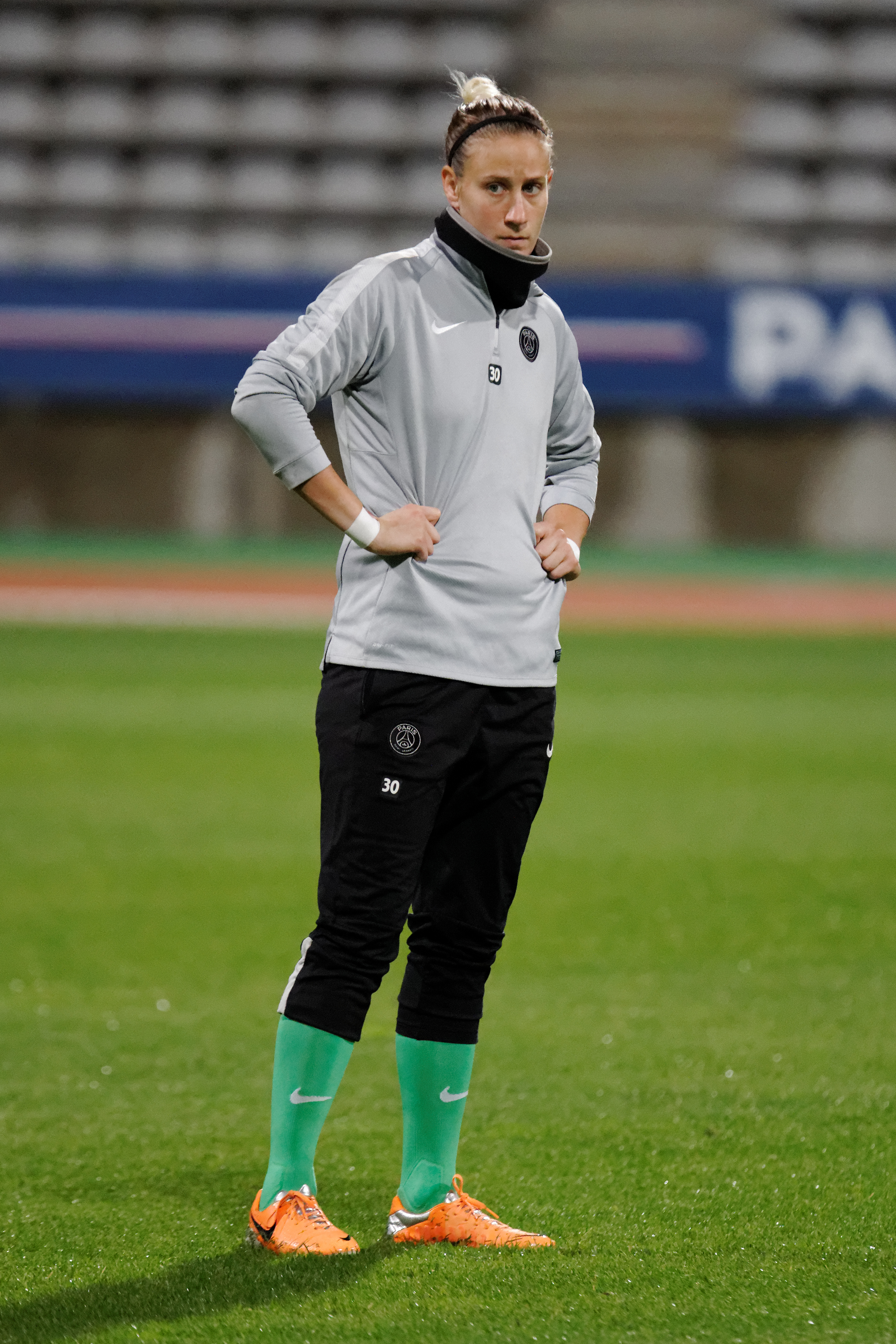
Ann-Katrin Berger
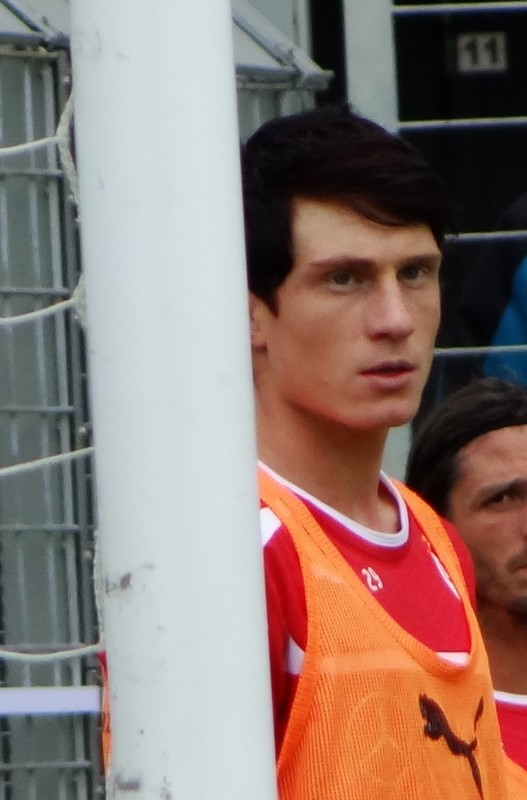
Sven Mende

- Christian Ulmer (* 1984), Skispringer
- Simon Baumgarten (* 1985), Handballspieler
- Marc Hafner (* 1986), Handballspieler
- Moritz Weltgen (* 1987), Handballspieler
- Tobias Hoffmann (* 1988), Jazzmusiker
- Dominik Mader (* 1989), Fußballspieler
- Dominik Weiß (* 1989), Handballspieler
- Ann-Katrin Berger (* 1990), Fußballspielerin
- Merza Julević (* 1990), Fußballspielerin
- Anna Scholl (* 1990), Kirchenmusikerin, Organistin und Hochschullehrerin
- Serdar Karibik (* 1991), Comedian, Schauspieler, Moderator und Podcaster
- Mërgim Neziri (* 1993), Fußballspieler
- Tim Schraml (* 1993), Fußballspieler
- Philip Eichhorn (* 1994), American-Football-Spieler
- Streli Mamba (* 1994), Fußballspieler
- Sven Mende (* 1994), Fußballspieler
- Sinah Hagen (* 1996), Handballspielerin
- Tim Schels (* 1998), Fußballspieler
- Philipp Raimund (* 2000), Skispringer
- Valentin Abt (* 2005), Handballspieler

## Persönlichkeiten, die in Göppingen gewirkt haben oder wirken

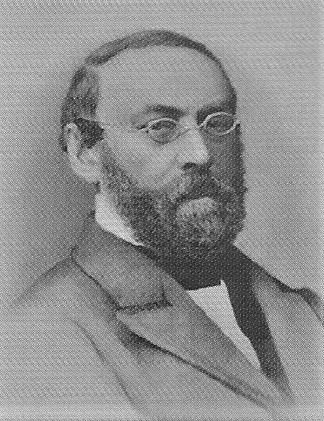
Heinrich Landerer
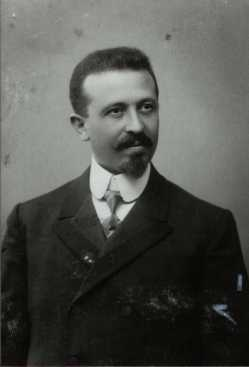
Aron Tänzer
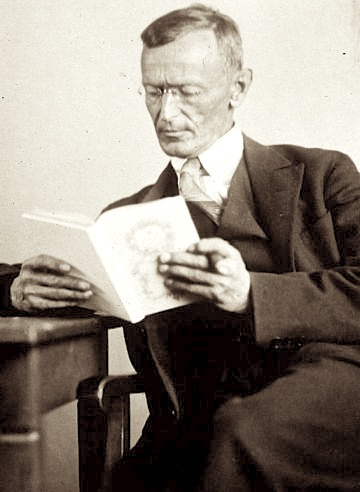
Hermann Hesse
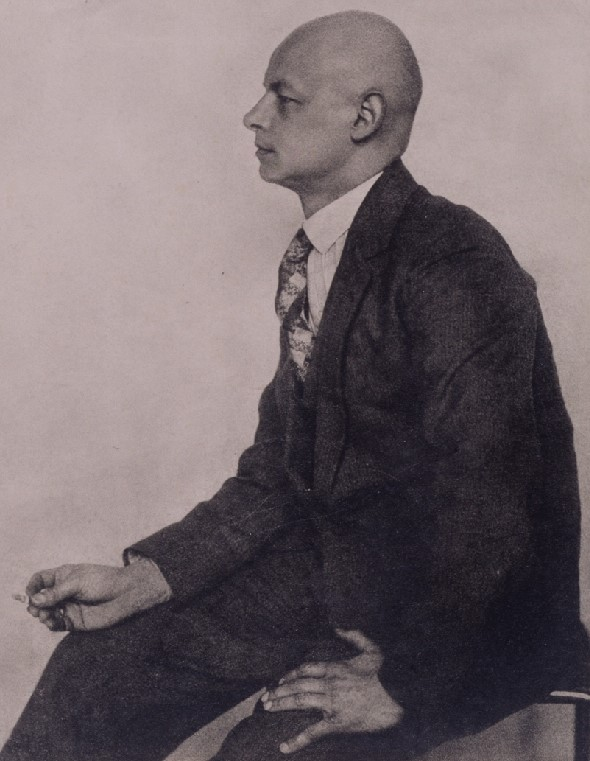
Oskar Schlemmer
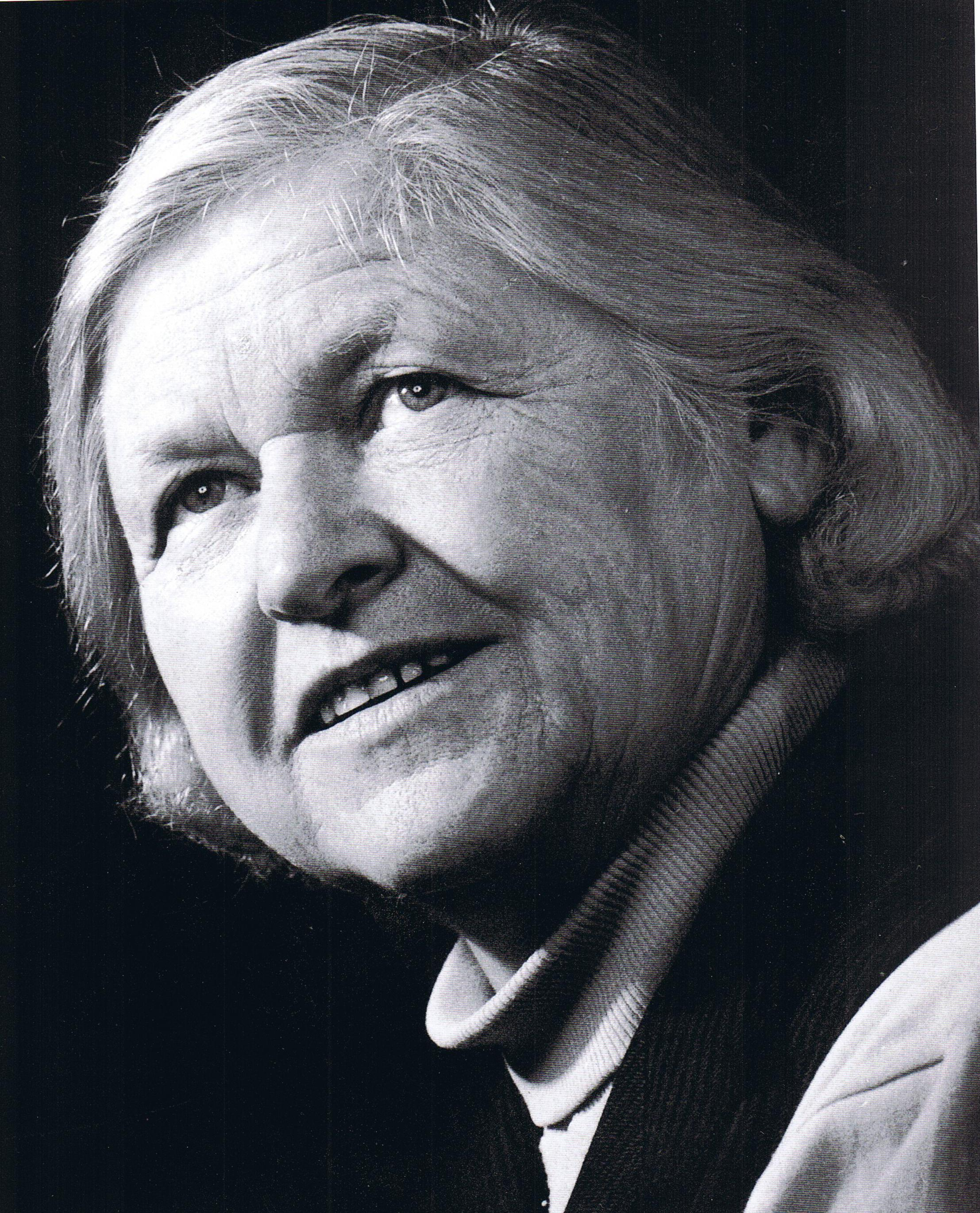
Margret Hofheinz-Döring

Berühmte Personen, die einen Teil ihres Lebens in Göppingen verbracht haben, ohne hier geboren zu sein:
- Graf Eberhart III. (1362/64–1417), Graf von Württemberg, starb in Göppingen
- Daniel Speer (1636–1707), Kirchenmusiker, Komponist, Lehrer und Schriftsteller, Organist und Kantor an der Stadtkirche in Göppingen sowie Collaborator an der dortigen Lateinschule; am 5. Oktober 1707 in Göppingen verstorben
- Johann Adam Groß der Jüngere (1728–1794) war als Städtebauplaner und Architekt (auch) im Zusammenhang mit dem Rathaus (1784) tätig.[1]
- Heinrich Landerer (1814–1877), Gründer der privaten Heil- und Pflegeanstalt für Gemüths- und Geisteskranke Christophsbad in Göppingen.
- Ernst Osiander (1829–1864), Orientalist und Geistlicher in Göppingen
- Friedrich Mauch (1837–1905), Apotheker, gründete mit dem Unternehmer Carl Müller in der Bahnhofsstraße in Göppingen die Firma für homöopathische Medizin „Chemisch Pharmazeutische Fabrik Müller“
- Wilhelm Speiser (1838–1927), Landmaschinenfabrikant und Reichstagsabgeordneter
- Ludwig Traub (1844–1898), württembergischer Maler, Zeichner und Illustrator
- Aron Tänzer (1871–1937), Rabbiner und Autor historischer Werke
- Hermann Hesse (1877–1962), Schriftsteller, verbrachte einen Teil seiner Schulzeit in Göppingen
- Hugo Häring (1882–1958), Architekt und Autor
- Oskar Schlemmer (1888–1943), Maler, Bildhauer und Bühnenbildner, verbrachte Kindheit und Jugend in Göppingen
- Victor Capesius (1907–1985), Apotheker in den Konzentrationslagern Dachau und Auschwitz-Birkenau
- Arnold Dannenmann (1907–1993), evangelischer Theologe und Gründer sowie langjähriger Präsident des Christlichen Jugenddorfwerks Deutschlands (CJD)
- Margret Hofheinz-Döring (1910–1994), Malerin, verbrachte Kindheit und Jugend in Göppingen
- Karl Riegel (1915–2001), Politiker (SPD), MdB für den Kreis Göppingen (1961–1969), MdL für den Kreis Göppingen (1950–1961), Kreistag (1947–1973)
- Georg Gallus (1927–2021), Staatssekretär (1976–1993), besuchte die Landwirtschaftsschule in Göppingen.
- Bernhard Kempa (1920–2017), Handballspieler, führte den Verein Frisch Auf Göppingen mehrmals zur deutschen Meisterschaft
- Horst Singer (1935–2025), Handballspieler, mehrfacher deutscher Meister und Weltmeister 1955

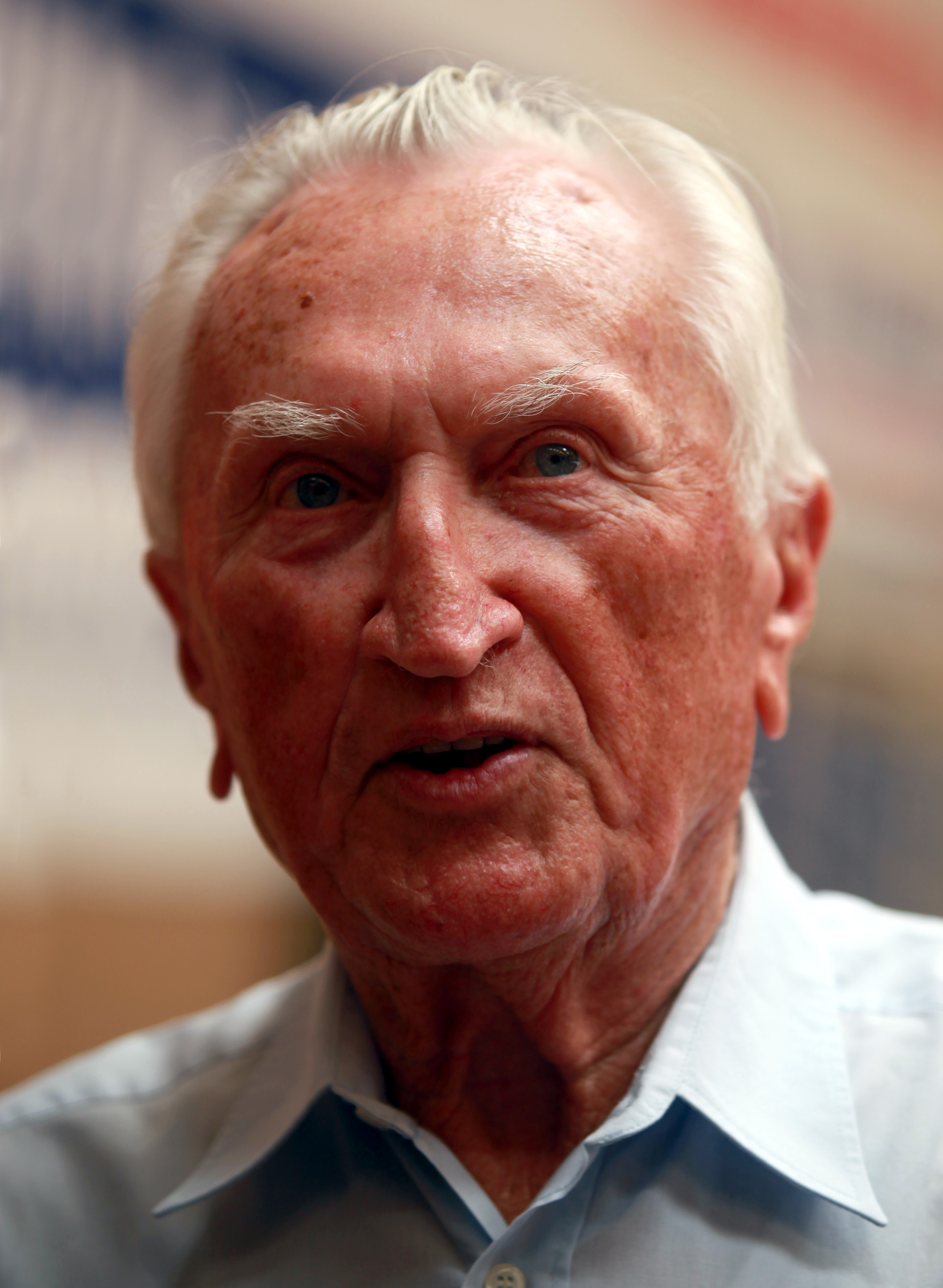
Bernhard Kempa
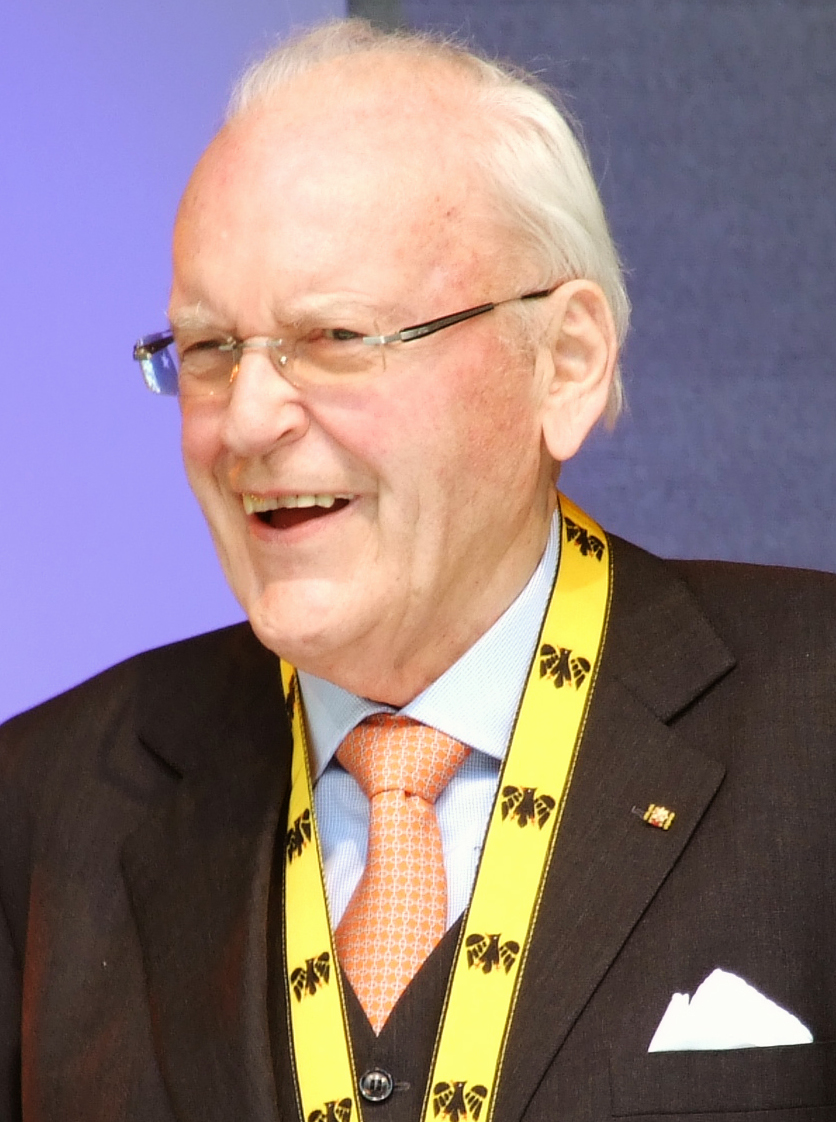
Roman Herzog
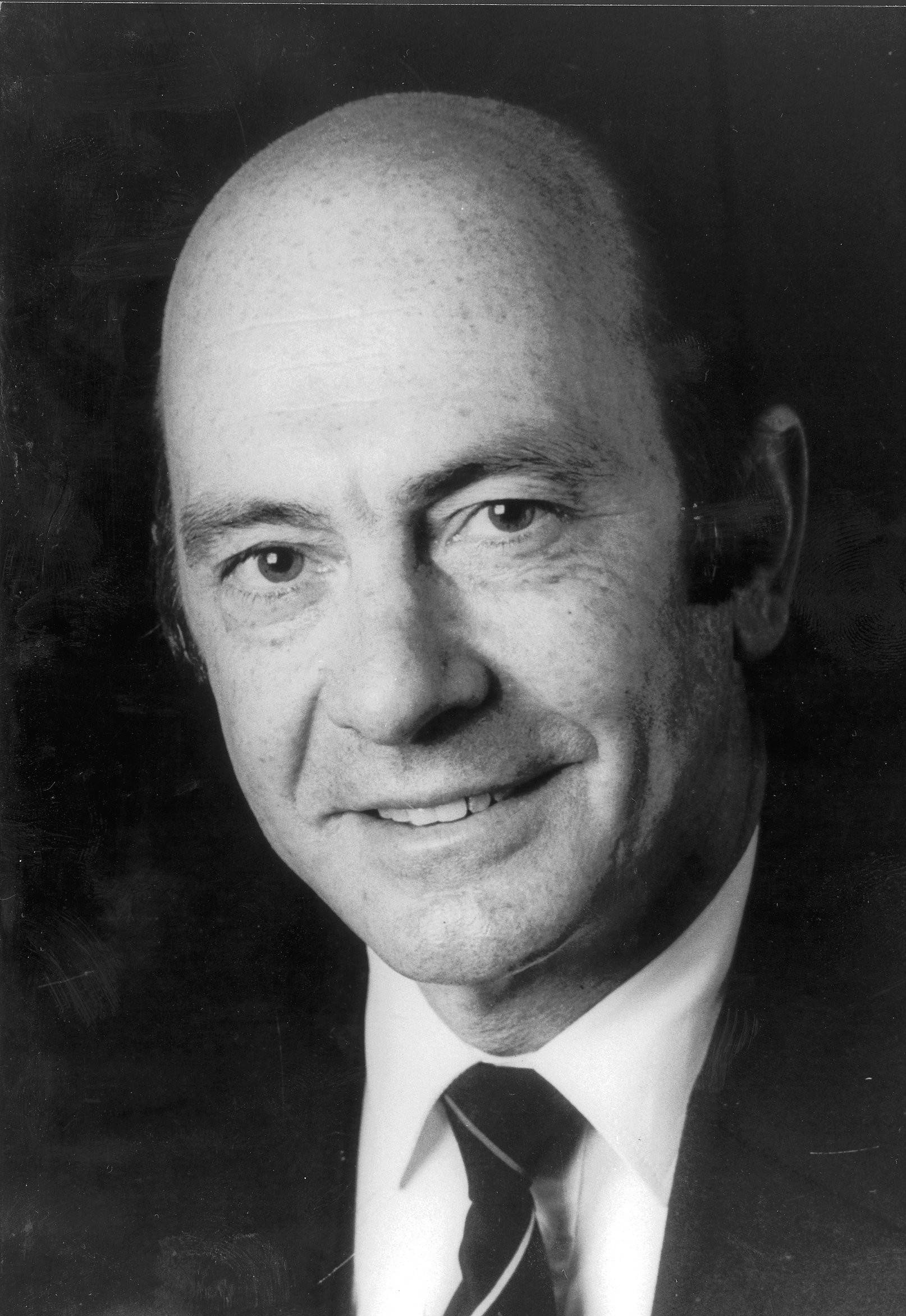
Manfred Wörner
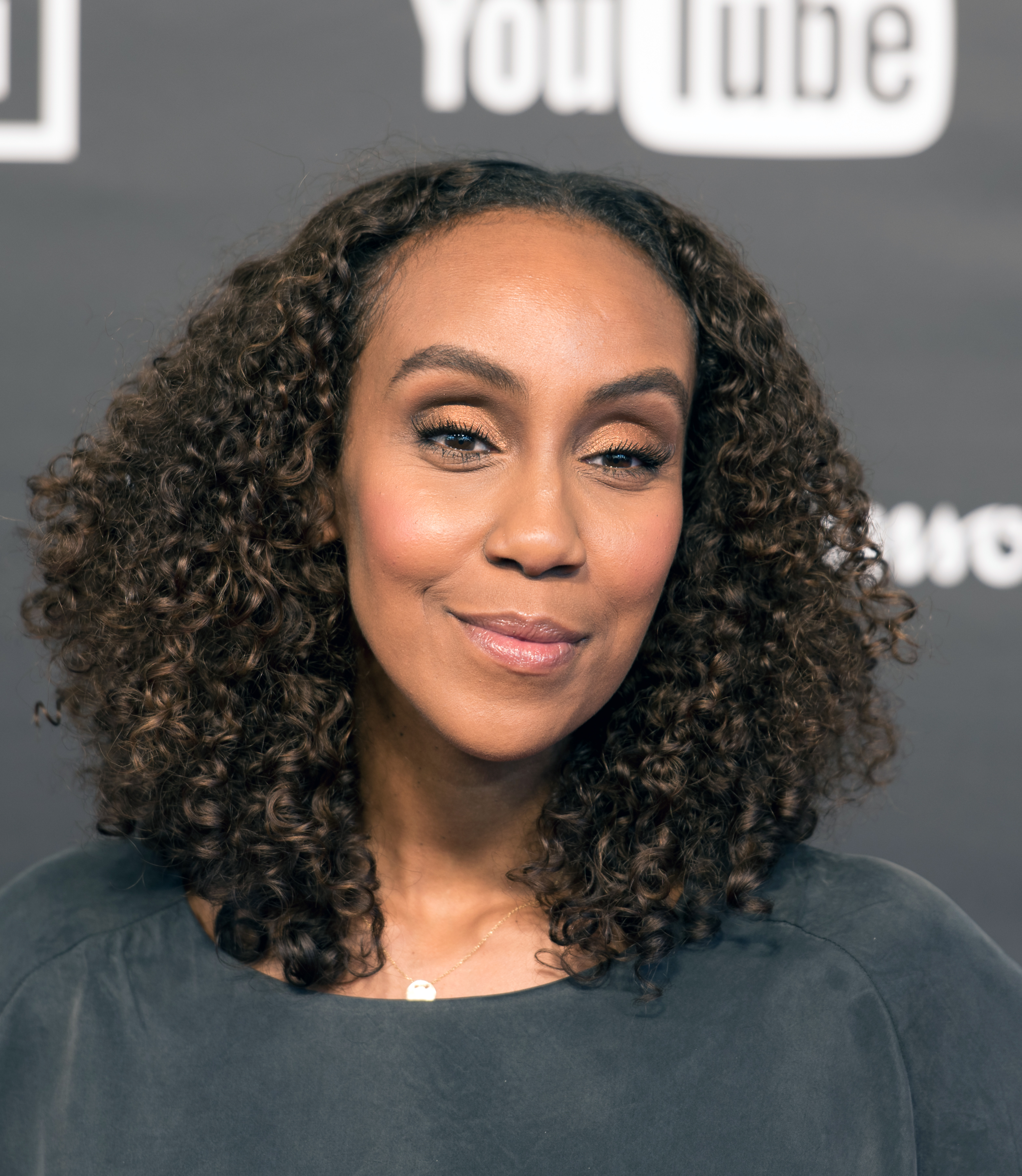
Hadnet Tesfai
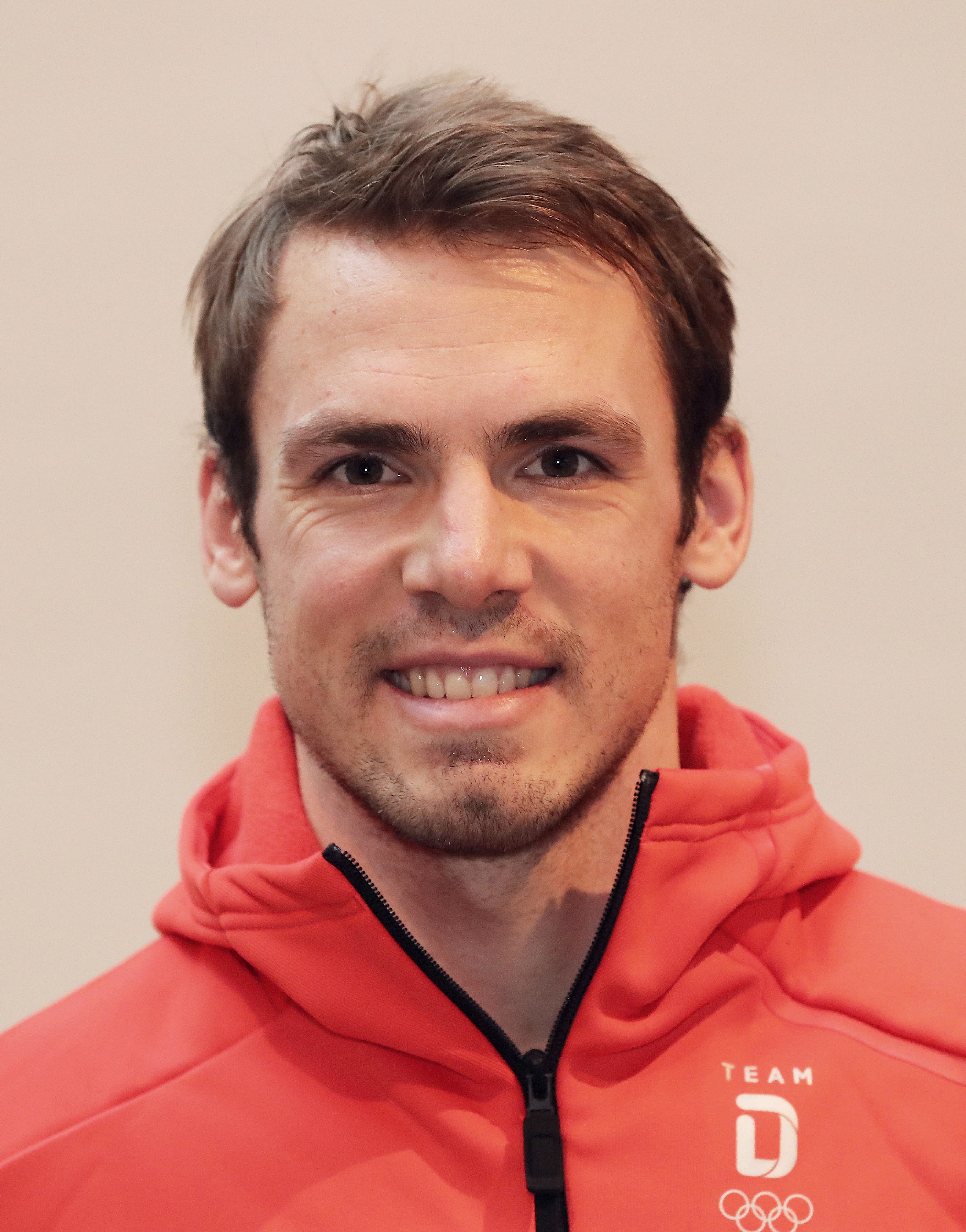
Simon Schempp
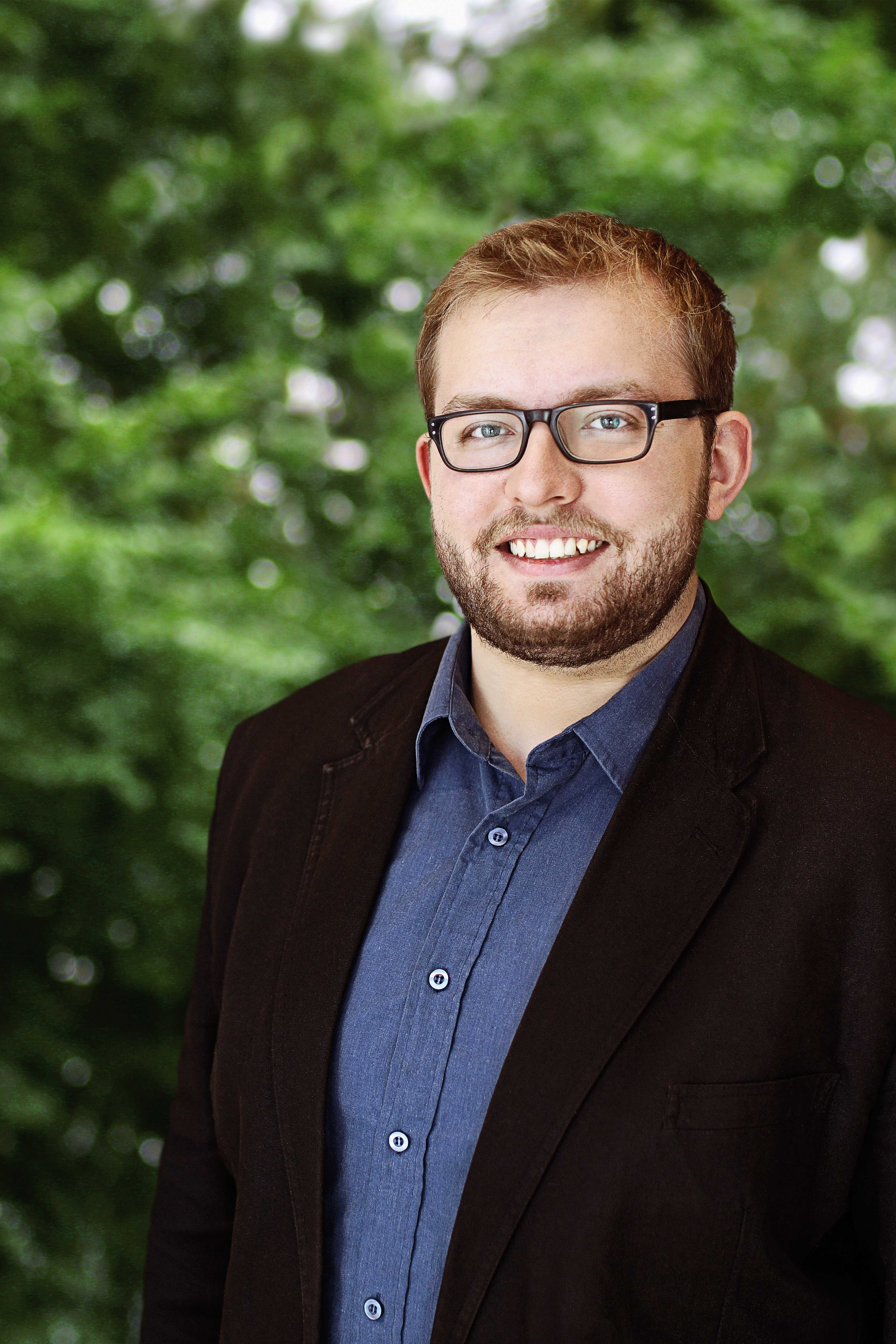
Alexander Maier

- Roman Herzog (1934–2017), Bundespräsident (1994–1999), zog 1980 als Abgeordneter für den Wahlkreis Göppingen in das Landesparlament ein
- Manfred Wörner (1934–1994), Politiker, MdB für den Kreis Göppingen, 1982–1988 Bundesminister der Verteidigung und von 1988 bis zu seinem Tode NATO-Generalsekretär, beerdigt im Göppinger Stadtteil Hohenstaufen
- Walter Riester (* 1943), Politiker (SPD), von 1998 bis 2002 Bundesminister für Arbeit und Sozialordnung, war von 2002 bis 2009 über die Landesliste gewählter Bundestagsabgeordneter für den Wahlkreis Göppingen
- Jürgen Lämmle (* 1952), politischer Beamter (SPD), von 1998 bis 2011 Erster Beigeordneter sowie Sozial- und Kulturbürgermeister in Göppingen
- Stefanie Bielmeier (* 1954), Schriftstellerin und Kunsthistorikerin, besuchte das Freihof-Gymnasium Göppingen bis zum Abitur
- Christine Lipp-Wahl (* 1963), Politikerin (Bündnis 90/Die Grünen), ehemalige Gemeinderätin in Göppingen
- Stefan Klaus (* 1977), ehemaliger deutsch-schweizerischer Handballspieler
- Hadnet Tesfai (* 1979), Hörfunk- und Fernsehmoderatorin, ist in Göppingen aufgewachsen
- Simon Schempp (* 1988), Biathlet, ist in Göppingen und Uhingen aufgewachsen
- Alexander Maier (* 1991), Politiker (Bündnis 90/Die Grünen), MdL für den Wahlkreis Göppingen (2016–2020), Stadtrat (2014–2020), seit 2021 Oberbürgermeister von Göppingen

## Die Ehrenbürger von Göppingen
Die Ehrenbürgerwürde ist die höchste kommunale Auszeichnung der Stadt Göppingen. Bislang wurden zehn Personen zu Ehrenbürgern ernannt. Ausgenommen sind Verleihungen im Dritten Reich.
Hinweis: Die Auflistung erfolgt chronologisch nach Datum der Zuerkennung.
1. Friedrich von Hartmann (1767–1851)
Oberamtsarzt und Naturforscher
Verleihung 1842
2. Johannes Betz (1784–1881)
Lehrer für Naturwissenschaften, Mitbegründer der Turnerschaft
Verleihung 1850
3. Johann Friedrich Rumpp (1799–1891)
Realschullehrer und Förderer des Chorgesangs, Leiter des „Liederkranzes“
Verleihung 1864
4. Christian Seefried (1814–1881)
Stadtschultheiß und Landtagsabgeordneter
Verleihung 1875
5. Christian Rudolf Beckh  (1804–1886)
Papierfabrikant
Verleihung 1881
6. Gottlob Friedrich Allinger (1851–1910)
Polizeikomissär und Stadtschultheiß
Verleihung 1908
7. Christian Eberhard (1886–1973)
Oberbürgermeister
Verleihung 1954
8. Herbert König (1912–1992)
Oberbürgermeister
Verleihung 1981
9. Alfred Schwab (1912–2002)
Jurist und Bürgermeister
Verleihung 1981
10. Heinrich Zeller (1921–2015)
Arzt und Gemeinderat
Verleihung 2001
11. Hans Haller (* 1933)
Oberbürgermeister
Verleihung 2016
12. Inge Auerbacher (* 1934)
Überlebende des Holocaust
Verleihung 2021